# C/1995 O1 (Hale-Bopp)
C/1995 O1 (Hale-Bopp) ist ein Komet, der im Jahr 1997 mit dem bloßen Auge gesehen werden konnte. Er erreichte eine außerordentliche Helligkeit und konnte über einen langen Zeitraum beobachtet werden, weshalb er zu den „Großen Kometen“ gezählt wird. Er war wahrscheinlich der am meisten beobachtete und fotografierte Komet des 20. Jahrhunderts.

## Entdeckung und Beobachtung
Der Astronom Alan Hale hatte in den Jahren zuvor bereits oft erfolglos nach Kometen gesucht, aber im Jahr 1995 hatte er das systematische Suchen aufgegeben und konzentrierte sich darauf, bereits bekannte Objekte am Himmel zu beobachten. Am Abend des 22. Juli (Ortszeit) wollte er in Cloudcroft, New Mexico, zwei Kometen observieren, und nachdem er den ersten beobachtet hatte, wollte er sich die Zeit vertreiben, bis der zweite eine günstige Position erreicht hätte, indem er sich etwas am Himmel umsah und dabei den Kugelsternhaufen Messier 70 betrachtete. Er fand zu seiner Überraschung ein kleines diffuses Objekt mit einer Helligkeit von 10–11 mag neben dem Haufen. Nach einer Stunde konnte er auch eine minimale Bewegung feststellen und war sich sicher, einen neuen Kometen gefunden zu haben.
Der Amateurastronom Thomas Bopp hatte kein Interesse an Kometen und noch nie einen gesehen, auch nicht den Kometen 1P/Halley im Jahr 1986. Er besaß nicht einmal ein eigenes Teleskop, sondern war am 22. Juli mit Freunden bei Stanfield in Arizona, um Sternhaufen und Galaxien anzuschauen. Auf der Liste stand auch Messier 70 und Bopp war der erste, der ihn betrachten sollte, und so wurde der erste Komet, den er überhaupt sah, zusammen mit Hale nach ihm benannt und bald weltweit bekannt.
Noch am Tag seiner Entdeckung war der Komet auch von weiteren Observatorien in Australien, Japan, Tschechien und Italien gesehen worden, wodurch auch eine mehrmonatige Flaute ohne Kometenentdeckungen beendet war. Zu dieser Zeit war er noch etwa 7,2 AE von der Sonne und 6,2 AE von der Erde entfernt, er bewegte sich also noch im Bereich zwischen den Umlaufbahnen von Saturn und Jupiter. Dies war bis dahin die größte Entfernung, bei der ein Komet entdeckt wurde, aber im Nachhinein konnte er schon auf einer Aufnahme von T. Dickinson in Arizona vom 29. Mai 1995 und erstaunlicherweise sogar auf einer des Siding-Spring-Observatoriums in Australien vom 27. April 1993 bei einer Helligkeit von 19 mag nachgewiesen werden, als er noch 13 AE von der Sonne entfernt gewesen war. Er war zwar damals von Robert McNaught bemerkt worden, konnte aber danach nicht mehr gesehen werden und war damit zunächst verloren.

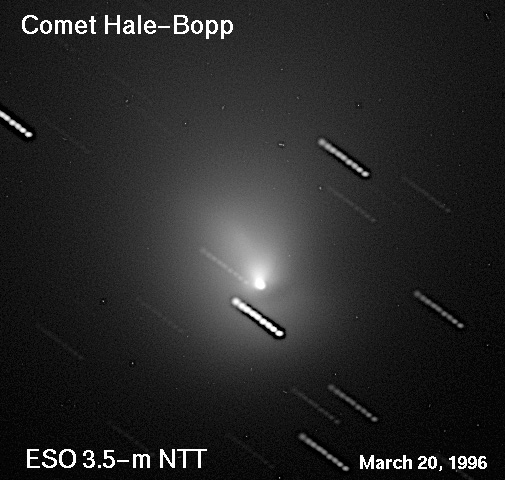
Komet Hale-Bopp am 20. März 1996 mit bereits ausgeprägter Koma, noch 5 AE von der Sonne entfernt

Diese Beobachtungen ermöglichten jetzt aber eine genauere Bahnbestimmung. Da er in großer Entfernung bereits eine so starke Helligkeit besaß (etwa 200-mal mehr als der Halleysche Komet in vergleichbarer Entfernung zur Sonne), vermutete man bereits früh, dass der Komet Hale-Bopp sehr hell werden würde, wenn er sein Perihel erreichte. Viele Kometen hatten jedoch in größerer Entfernung heftige Helligkeitsausbrüche gezeigt, um danach wieder in eine Phase der Ruhe zu verfallen, deswegen war man zunächst mit einer Helligkeitsprognose vorsichtig, auch um keine zu hohen Erwartungen zu wecken, wie es zuvor beim Kometen C/1973 E1 (Kohoutek) geschehen war.

### Auf dem Weg zum Perihel
Im weiteren Verlauf des Jahres nahm die Helligkeit des Kometen nur langsam bis auf etwa 9,5 mag Anfang November zu. Bevor er in der Abenddämmerung der Sonne zu nahe stand, konnte er noch einmal von Terry Lovejoy am 23. und von Alan Hale selbst am 23. und 24. November gesehen werden. Nachdem er Anfang Januar in etwa 2° Abstand an der Sonne vorbeigegangen war, gelang die nächste Beobachtung wiederum Lovejoy am 2. Februar 1996 bei einer Helligkeit von etwa 9 mag. In den folgenden Monaten trat Hale-Bopp gegenüber dem neu erschienenen und imposanten Kometen C/1996 B2 (Hyakutake) bei den Beobachtern etwas in den Hintergrund, aber seine Helligkeit stieg weiter zügig an, Ende April lag sie bei etwa 7 mag und es wurde bereits von einem Schweif von einem halben Grad Länge und einem Durchmesser der Koma berichtet, der einem realen Durchmesser von 2,8 Mio. km oder dem doppelten Durchmesser der Sonne entsprach. Die ersten Beobachtungen mit bloßem Auge gelangen Lovejoy bei sehr klarem Himmel in der zweiten Maihälfte, gefolgt von bereits zahlreichen freiäugigen Sichtungen im Juni.
Zu dieser Zeit verlangsamte sich die Helligkeitsentwicklung plötzlich, so dass doch wieder Befürchtungen aufkamen, der Komet könnte floppen. Von etwa 6 mag im Juni stieg die Helligkeit nur um eine Größenklasse bis Oktober, als der Komet der Sonne schon näher als 3 AE stand. Bereits im Sommer hatte sich ein 1,5° langer Staubschweif ausgebildet. In nördlichen Breiten konnte der Komet diesmal auch während seiner Konjunktion mit der Sonne im Dezember weiter beobachtet werden, und aus Schweden, Norwegen und Kanada wurde von 3 mag Helligkeit berichtet. Anfang Januar 1997 konnte bei Hale-Bopp zum ersten Mal ein 2° langer Gegenschweif fotografiert werden. Bis Ende des Monats wurden auch Strahlen und spiralige Muster in der Koma sichtbar und ein sehr stark gekrümmter Staubschweif. Im Februar war der Komet bereits ein leicht zu beobachtendes Objekt am Morgenhimmel und neben dem gekrümmten Staubschweif wurde auch ein gerader Gasschweif sichtbar, denn obwohl der Komet noch 1,2 AE von der Sonne entfernt war, stieß er ungeheure Mengen von Staub und Wasser aus.

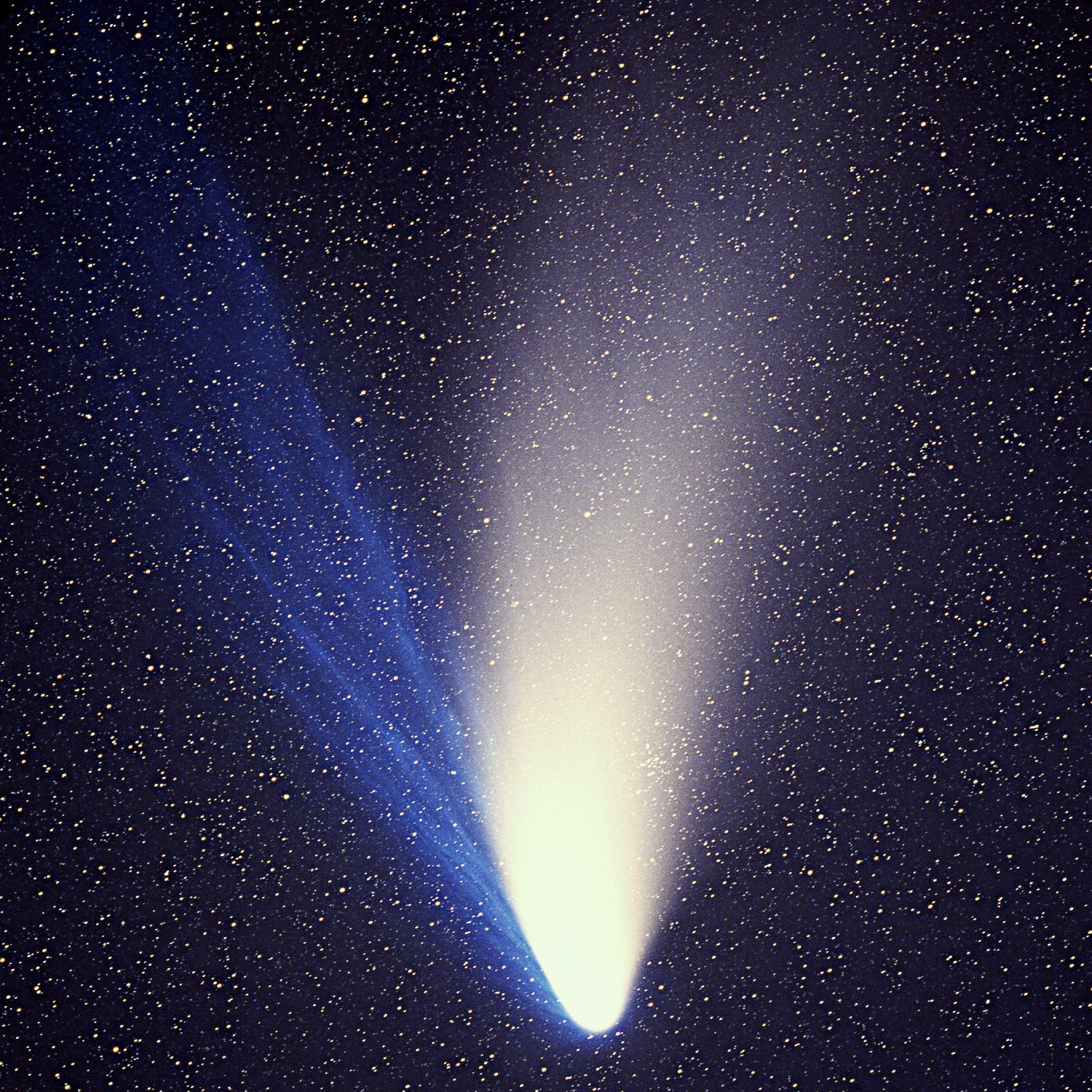
Komet Hale-Bopp am 4. April 1997. Gut zu erkennen sind die Streamer im blauen Gasschweif

Mitte Februar erreichte die Helligkeit bereits 1,2 mag und der Komet konnte mit einem Teleskop noch bis eine halbe Stunde nach Sonnenaufgang beobachtet werden, der Staubschweif blieb noch kurz, aber der deutlich getrennte Gasschweif erreichte bereits 5° Länge. Für die nächsten vier Monate wurde Hale-Bopp dann ein kaum zu übersehendes Objekt am Nachthimmel. Am letzten Februartag wurde er mit einer Helligkeit von 0,5 mag gesehen und mit einem geraden Gasschweif doppelt so lang wie der gekrümmte Staubschweif. Anfang März wurde er zu einer wahrlich spektakulären Erscheinung am Abendhimmel. Der Gasschweif hatte eine Länge von 16,5° und der Staubschweif von 9°. Ersterer zeigte fotografisch Strahlen (Steamer), in letzterem waren Staubstreifen (Striae) sichtbar, ähnlich wie zuvor bei den Kometen C/1858 L1 (Donati), C/1957 P1 (Mrkos), C/1965 S1 (Ikeya-Seki) und C/1975 V1 (West). Bei der Sonnenfinsternis vom 9. März 1997 konnte der Komet während der Totalität in der Mongolei und Ostsibirien in einigem Abstand oberhalb der verdunkelten Sonne gesehen werden.
Im Zeitraum von Mitte März bis Mitte April war der Komet für Beobachter in mittleren nördlichen Breiten zirkumpolar und konnte während der ganzen Nacht beobachtet werden. Zu dieser Zeit erreichte die Helligkeit nach vielen Schätzungen Werte zwischen −0,5 und 0 mag, um den 20. März wurden sogar −0,7 oder −0,8 berichtet. Die optimistischen Voraussagen, dass Hale-Bopp heller als Größenklasse 0 werden würde, wurden somit knapp erfüllt. In dieser Zeit waren teleskopisch erstaunlich viele Details in der Koma zu erkennen: Sich ausdehenende Schalen (Enveloppen), Strahlen, ein Zentrum, das an eine Balkenspiralgalaxie erinnerte, verursacht durch einen rotierenden Kern mit wechselweise aktiven Zonen, die Material ausstießen. Während des ganzen April bildete der Komet einen beeindruckenden Anblick für Beobachter auf der Nordhalbkugel. Es wurde allgemein von Schweiflängen von 15–20° berichtet, für einige Beobachter erschien der intensiv blaue Gasschweif länger, für andere der weißlich bis gelbliche Staubschweif, für den vereinzelt 30–40° gemeldet wurden.

### Nach dem Periheldurchgang
Ende April wurde Hale-Bopp auch wieder auf der Südhalbkugel sichtbar, die Helligkeit war auf 0,7 mag zurückgegangen, aber die letzten Sichtungen in der Abenddämmerung gelangen dort Ende Juni. Etwa zwei Wochen später konnte er wieder in der Morgendämmerung aufgefunden werden bei einer Helligkeit von etwa 3 mag. Der Komet bot dabei einen merkwürdigen Anblick, der Gasschweif zeigte wie üblich von der Sonne weg, aber der Staubschweif kehrte seine Richtung um und zeigte in die entgegengesetzte Richtung zur Sonne hin, die noch unter dem Horizont stand – ein nie zuvor beobachtetes perspektivisches Phänomen.
Mitte August lag die Helligkeit noch bei 4 mag, Ende September war noch ein Schweif von einem halben Grad Länge erkennbar. Von Ende August bis Anfang November war der Komet auch noch einmal schwierig von der Nordhalbkugel aus zu sehen, der erste, der ihn dort beobachten konnte, war sein Entdecker Alan Hale. Anfang Dezember lag die Helligkeit bei 7 mag, und da die Erde sich wieder der Bahnebene des Kometen näherte, wurde der Schweif bei gut 1° Länge schmaler und ausgeprägter und es wurde wieder ein Gegenschweif von knapp 1° Länge erkennbar.
Im Dezember 1998 schien es einen plötzlichen Anstieg der Helligkeit gegeben zu haben, der mehrere Wochen anhielt, und so konnte Terry Lovejoy den Kometen noch einmal am 9. Dezember mit bloßem Auge erkennen. Seit der ersten freiäugigen Beobachtung am 20. Mai 1996 waren 18 ½ Monate vergangen, mehr als doppelt so viele wie bei dem bisherigen Rekordhalter, dem Großen Kometen C/1811 F1.

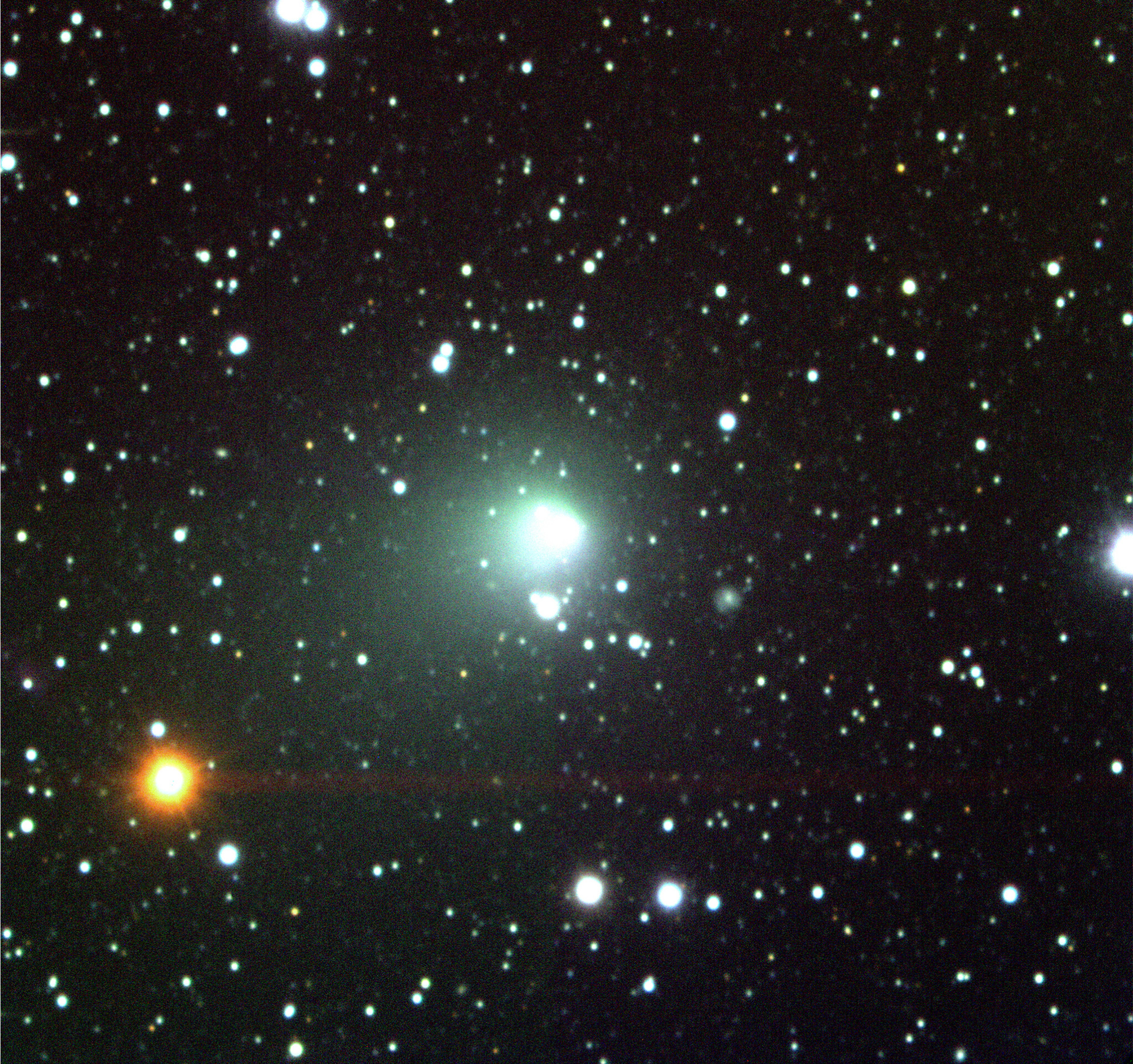
Falschfarben-Kompositaufnahme des Kometen Hale-Bopp vom 18. Juni 1999 bei 8,7 AE Sonnenabstand

Anfang Februar 1999 fiel die Helligkeit bereits rasch wieder zurück und sank in der Folge langsam weiter ab, während der Komet noch für viele Jahre weiterhin in der Reichweite starker Teleskope blieb. Im Februar und März 2001 wurde er in einer Entfernung von 13 AE mit dem 2,2-m-Teleskop des La-Silla-Observatoriums der Europäischen Südsternwarte (ESO) in Chile beobachtet. Trotz seiner großen Entfernung zur Sonne zeigte der Komet noch eine Koma mit einem Durchmesser von 2 Mio. km. Im Februar 2003 wurde er noch bei 16 mag beobachtet, und die letzte Beobachtung von der Erde erfolgte am 13. August 2013 am Paranal-Observatorium in Chile bei einer Helligkeit von etwa 24 mag. Der Komet war zu der Zeit bereits fast 35 AE von der Sonne entfernt. Nach der Inbetriebnahme des James-Webb-Weltraumteleskops konnte er damit am 9. Juli 2022 in einer Entfernung von 46 AE noch einmal aufgefunden werden. Weitere Beobachtungen damit sind in Planung.
Der Komet erreichte am 26. März 1997 eine Helligkeit von −0,7 mag, dabei kam er der Erde nicht einmal besonders nahe. Wäre er der Erde so nahe gekommen wie der Komet Hyakutake im Jahr zuvor, hätte er wahrscheinlich eine Helligkeit von −5 mag erreicht, wäre am Taghimmel leicht sichtbar gewesen und hätte nachts einen Schatten geworfen. Er war für über ein Jahr ein prominentes Objekt für das bloße Auge und erreichte für 215 Tage mindestens eine Helligkeit von 3,4 mag. In dieser Maßzahl wurde er allerdings in historischer Zeit vom Großen Kometen von 1811 mit 260 Tagen übertroffen.

## Auswirkungen auf den Zeitgeist
Anfang März 1997 war der Komet so hell geworden, dass er mit seinen Schweifen sogar in Großstädten für jeden, der wollte, mit bloßem Auge gut sichtbar war. Von dunkleren Gegenden war sein Anblick atemberaubend. Als er kurz darauf auffällig in den Abendhimmel wanderte, wurde umfassend in den Medien über ihn berichtet, so dass er auch von Millionen Menschen gesehen wurde. In den Vereinigten Staaten traten Alan Hale und Thomas Bopp in mehreren Fernsehshows auf und gaben Interviews. Hinzu kam, dass das sich um 1996 stark verbreitende Internet erheblich zum beispiellosen Interesse an Hale-Bopp beitrug. Auf zahlreichen Websites konnte man die Entwicklung des Kometen mit täglich neuen Bildern verfolgen.
Hale-Bopp war für viele Menschen auf der Nordhalbkugel der erste Große Komet, den sie unter günstigen Beobachtungs- und Wetterbedingungen erleben konnten. C/1965 S1 (Ikeya-Seki) lag schon über 30 Jahre zurück, nach der Enttäuschung mit dem gehypten C/1973 E1 (Kohoutek) waren viele nicht mehr an dem Thema interessiert gewesen und hatten dadurch und wegen fehlender Berichterstattung in den Medien C/1975 V1 (West) verpasst. Der Halleysche Komet hatte 1986 nur einen unspektakulären Auftritt und auch der Komet C/1996 B2 (Hyakutake) im Vorjahr konnte von vielen wegen schlechten Wetters zu seiner besten Zeit nicht gesehen werden. Hale-Bopp konnte sich dagegen im kollektiven Gedächtnis gut verankern und allein der Name gilt auch Jahrzehnte später noch als Schlagwort und bewirkt bei den meisten noch Assoziationen.

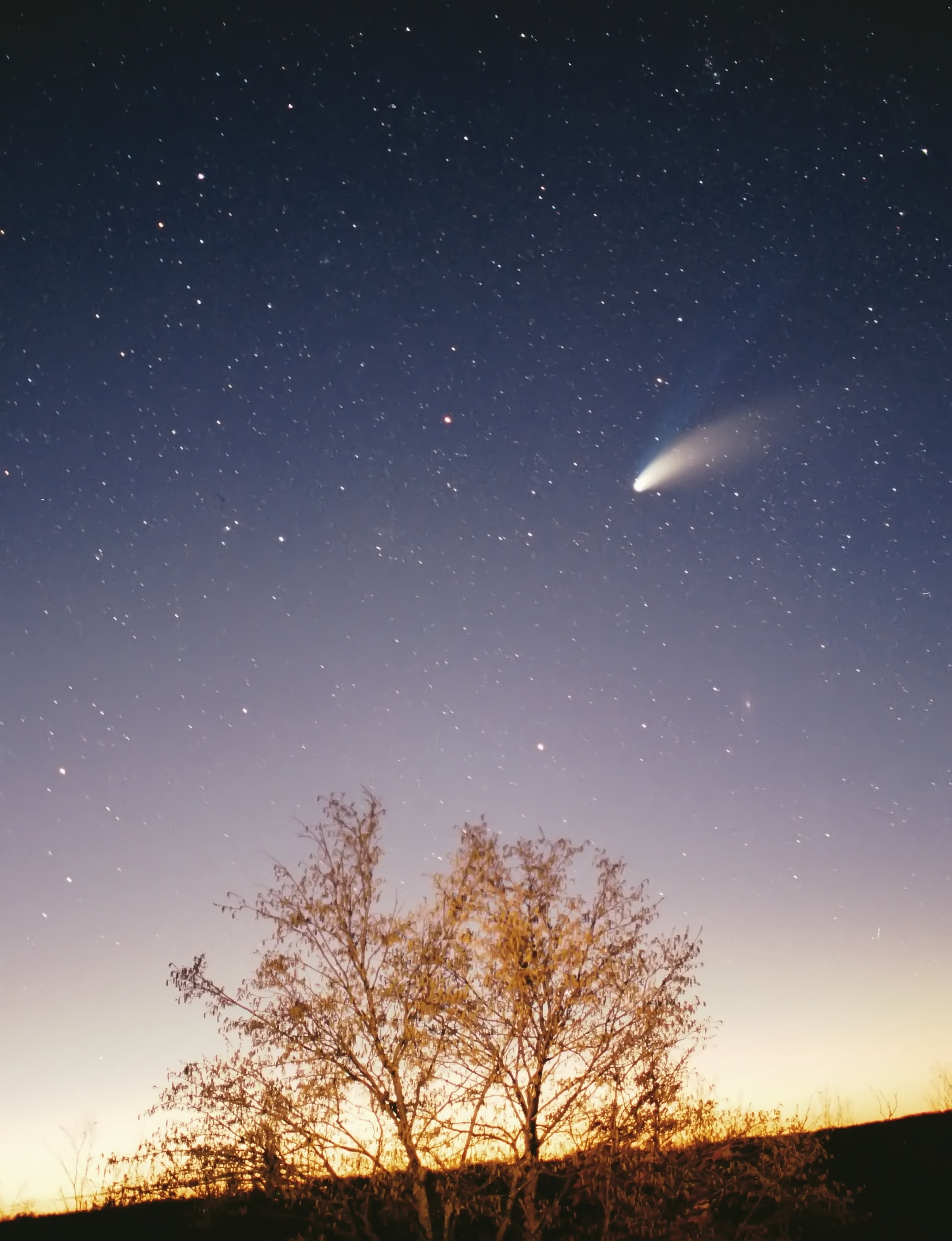
Der Komet am 29. März 1997 wie er um diese Zeit vielen Beobachtern am Abendhimmel erschien

### Pseudowissenschaft und Aberglaube
Am 14. November 1996 fotografierte der Amateurastronom Chuck Shramek aus Houston den Kometen Hale-Bopp durch sein Teleskop und bemerkte in dessen Nähe ein unscharfes, etwas längliches Objekt, das an den Planeten Saturn erinnerte. Er konnte in seinem Sternkatalog nichts an diesem Ort finden und rief daraufhin bei der für ihre übernatürlichen und parawissenschaftlichen Themen, Verschwörungstheorien und ähnliches berühmt-berüchtigten Late-night-Radiosendung „Coast to Coast AM“ des Moderators Art Bell an, um seine „Entdeckung“ eines Objektes von der vierfachen Größe der Erde zu melden, das dem Kometen folgte.
Astronomen konnten kurz darauf zeigen, dass das, was er vermeintlich gesehen hatte, auf einem Abbildungsfehler seines Teleskops und einer fehlerhaften Abfrage seines Sternkatalogs beruhte und dass es sich in Wirklichkeit um den schwachen Stern SAO 141894 handelte. Dennoch wurden die Gerüchte über Wochen weiter in der Radiosendung am Leben erhalten. Der Politikwissenschaftler und ESP-Verfechter Courtney Brown aus Atlanta schaltete sich ein und behauptete, dass drei (Para-)Psychologen seines Farsight Instituts das Objekt als „metallisch“ und „voller Aliens“ erfühlt hätten.
Monatelang wollten nun auch andere Beobachter „Saturn-ähnliche Objekte“ entdeckt haben, die hinter dem Kometen herflogen. Am 15. Januar 1997 wurde von Art Bell eine neue Aufnahme eines „anonymen Astrophysikers“ präsentiert, die das UFO zeigte. Jedoch bewies der Astronom David J. Tholen von der University of Hawaiʻi, dass es sich nur um ein von ihm selbst am 1. September 1995 aufgenommenes Bild handelte, das mit einem Bildbearbeitungsprogramm verändert worden war.
Den Mitgliedern der Sekte „Heaven’s Gate“ wurde derweil von ihrem geistigen Anführer verkündet, das Erscheinen des Kometen Hale-Bopp kurz vor der Jahrtausendwende sei das lang erwartete Zeichen, dass ihnen ein Raumschiff geschickt würde, um sie in das „Königreich des Himmels“ und eine höhere Entwicklungsstufe zu führen. 39 Sektenmitglieder meinten, sich darauf vorbereiten zu müssen, indem sie alle Bindungen an ihr irdisches Leben aufgaben und zwischen dem 23. und 26. März 1997 in Rancho Santa Fe nahe San Diego kollektiven Suizid begingen.

## Wissenschaftliche Auswertung

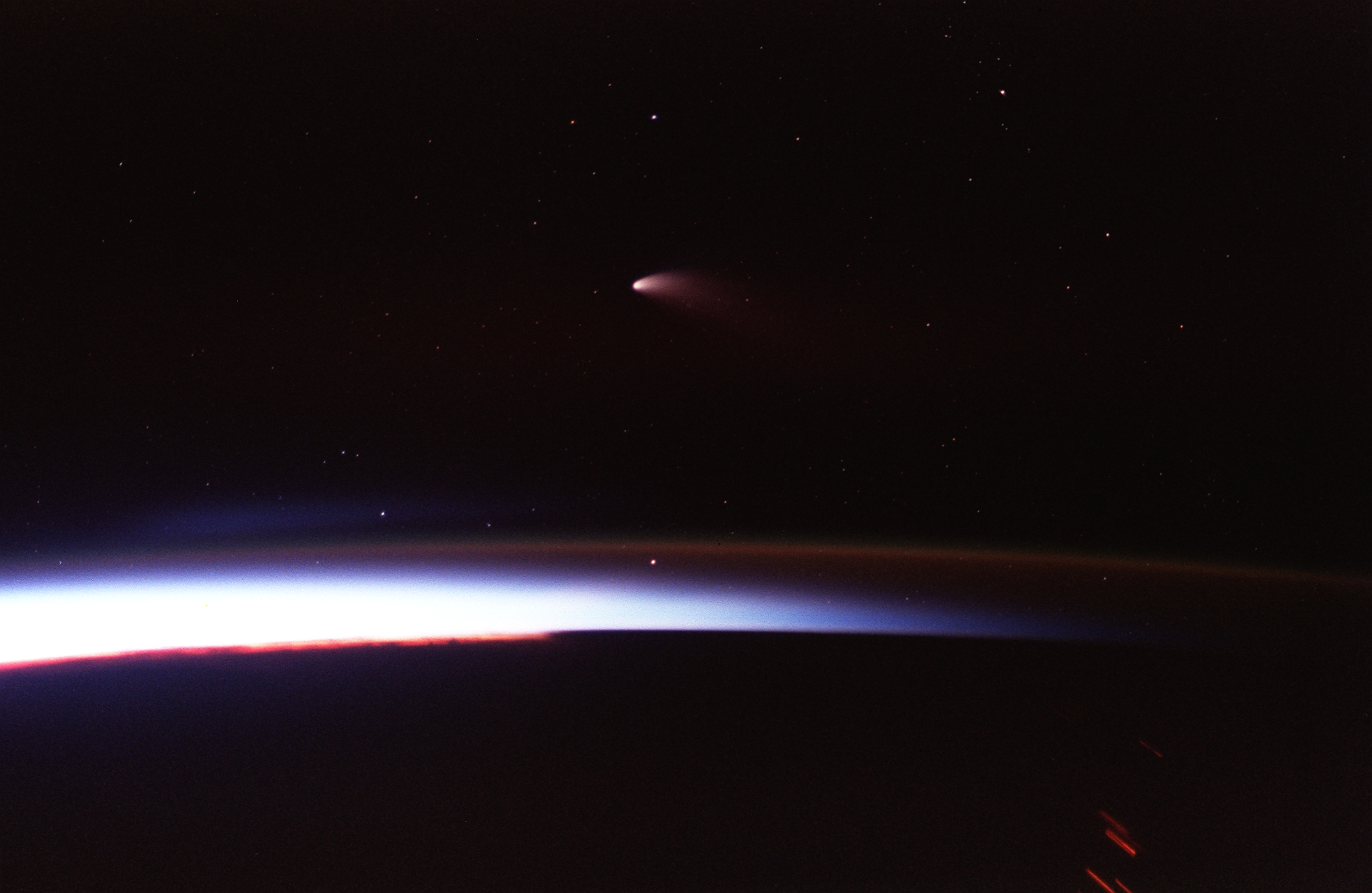
Hale-Bopp über der dunklen Erdkugel vom Space Shuttle „Columbia“ (STS-83) aus fotografiert

Die Entdeckung des Kometen Hale-Bopp in einem großen Abstand von der Sonne ermöglichte einerseits, bis dahin kaum möglich gewesene Forschungen in einem so frühen Stadium eines Kometendurchgangs durch das innere Sonnensystem zu betreiben, andererseits bestand dadurch auch eine lange Vorlaufzeit, um intensive Beobachtungen vom Erdboden und mit Raumsonden zu planen und über einen langen Zeitraum durchzuführen. Sogar von bemannten Raumflugmissionen konnte der Komet beobachtet werden, wie von den Missionen STS-83, STS-84 und STS-85 der Space Shuttles „Columbia“, „Atlantis“ und „Discovery“ im April, Mai und August 1997. Die lange Beobachtungszeit und große Helligkeit von Hale-Bopp ermöglichten die Entdeckung von über zehn neuen Substanzen in einem Kometen, von einfachen zweiatomigen bis zu komplexen organischen Verbindungen, wie zum Beispiel Schwefelmonoxid (SO), Schwefelwasserstoff (H2S), Ameisensäure (HCOOH), Formamid (NH2CHO) und Ethylenglykol (HOCH2CH2OH).

### Frühe Forschung
Die meisten Kometen erreichen erst eine ausreichende Helligkeit zur Durchführung wissenschaftlicher Untersuchungen, wenn sie sich der Sonne auf weniger als 3 AE Abstand genähert haben. In diesem Bereich ist die Aktivität der Kometen hauptsächlich durch die Sublimation von Wasser bestimmt. Nur wenige Kometen konnten in größerer Distanz von der Sonne untersucht werden, wo die Aktivität noch durch hochflüchtiges Kohlenstoffmonoxid (CO) bestimmt wird. Hale-Bopp, der schon in einem Abstand von fast 7 AE von der Sonne entdeckt wurde, bot damit eine gute Gelegenheit, seine Entwicklung über einen langen Zeitraum zu verfolgen. Die Prediscovery-Aufnahme von 1993 bei 13 AE Sonnenabstand zeigte, dass der Komet sogar schon in diesem Abstand aktiv war und 500 kg/s Staub produzierte, was sich bis 1996 auf 8 t/s erhöhte.
Eine erste spektroskopische Beobachtung mit dem William-Herschel-Teleskop auf La Palma vom 30. August 1995, etwa einen Monat nach seiner Entdeckung, gestattete eine Bestimmung der Ausgasungsrate des CN-Radikals. Mit dem James Clerk Maxwell Telescope auf Hawai’i konnten vom 5. bis 7. September die Emissionslinien von CO festgestellt werden, was bewies, dass die Aktivität des Kometen in dieser großen Sonnenentfernung von 6,8 AE noch hauptsächlich von diesem Gas getrieben war. Wasser spielte in dieser Entfernung noch keine Rolle, da es dafür noch zu kalt war. Entsprechend zeigten Beobachtungen im Infraroten vom 4. bis 9. September 1995 am United Kingdom Infrared Telescope auf Hawai’i auch Absorptionslinien, die Wasser nur in Form von Eis zugeschrieben werden konnten. Am 13. Oktober 1995 wurde der Komet bei 6,45 AE Sonnenabstand mit dem 4,5-m-Multiple Mirror Telescope in Arizona spektroskopisch beobachtet und die Spektrallinien von gasförmigem Cyanogen gefunden. Die räumliche Verteilung und die Produktionsrate konnten bestimmt werden.
Mit dem Photopolarimeter ISOPHOT an Bord des Infrared Space Observatory (ISO) konnten dann am 27. April 1996 bei einem Sonnenabstand von 4,6 AE spektroskopisch bereits die Emissionslinien von Wasser, Methanol (CH3OH), Kohlenstoffdioxid (CO2) und CO beobachtet und die Produktionsraten dieser Moleküle bestimmt werden. Dies war die erste Beobachtung eines Kometen im mittleren Infrarot bei dieser großen Sonnenentfernung. Fünf Monate danach, als der Komet noch 2,9 AE von der Sonne entfernt war, zeigte eine Wiederholung dieser Messungen mit ISOPHOT und den Spektrometern SWS und LWS erhöhte Produktionsraten von Wasser, CO und CO2 im zahlenmäßigen Verhältnis 10:6:2. Auch Emissionslinien von Silicaten, insbesondere Mg-reichem kristallinem Olivin, konnten beobachtet werden.

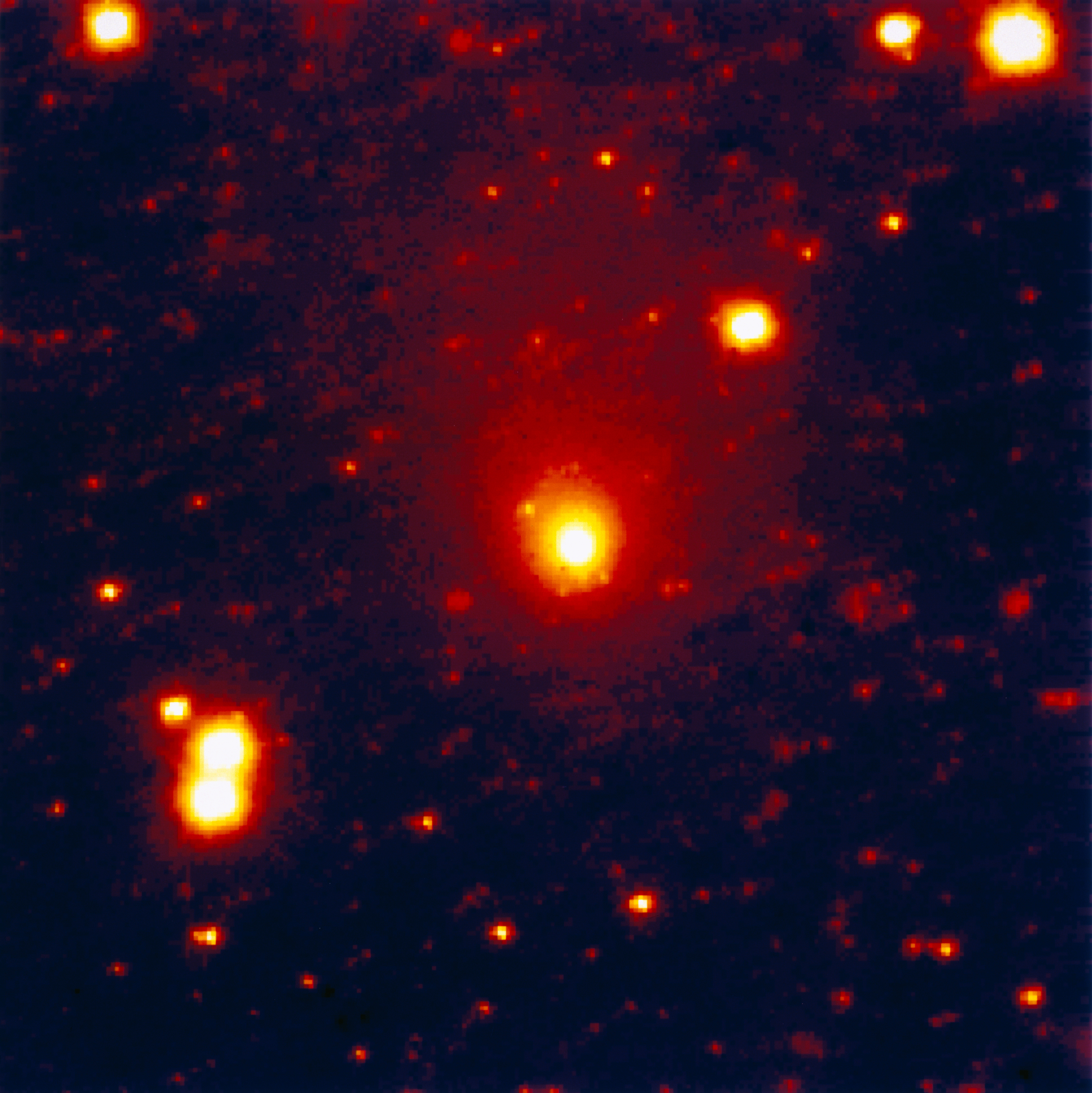
Infrarot-Falschfarbenbild des Kometen vom 5. August 1995

In der ersten Junihälfte 1996 konnte bei einem Sonnenabstand des Kometen von etwa 4,2 AE mit dem 1,9-m-Radcliffe Telescope des South African Astronomical Observatory in Südafrika die Spektrallinien von CN und C3 gefunden und die Ausgasungsrate von CN bestimmt werden, die stark schwankte. Etwa im gleichen Zeitraum, nämlich im Juni, August und September 1996, wurden auch mit einem Spektrografen am 5-m-Teleskop des Palomar-Observatoriums in Kalifornien Untersuchungen der Staubkoma im Infraroten durchgeführt. Neben einer allgemeinen Helligkeitszunahme konnten auch kurzzeitige Helligkeitsausbrüche und Staubfontänen beobachtet werden sowie die Merkmale von Silicaten. Aufnahmen mit dem Danish-1,5-m-Teleskop am La-Silla-Observatorium von April bis Oktober 1996 in Verbindung mit spektroskopischen Aufnahmen am Observatoire de Haute-Provence (OHP) in Frankreich im September 1996 ermöglichten, die Aktivität des Kometen von 4,6 bis 2,9 AE Sonnenabstand zu verfolgen und die Staub- und Gasproduktion zu bestimmen. Die Staubproduktion stieg im Beobachtungszeitraum von 19 auf 59 t/s, die gesamte Gasproduktion steigerte sich noch wesentlich stärker von 3 auf 25 t/s.
Auch für radioastronomische Forschungen bot Hale-Bopp die erste Gelegenheit, die physikalischen und chemischen Veränderungen in der Koma eines weit von der Sonne entfernten Kometen zu untersuchen. Von Anfang Dezember 1995 bis Ende Juni 1996, als der Komet noch mehr als 4 AE Sonnenabstand hatte, wurde mit dem 12-m-Radioteleskop auf dem Kitt Peak in Arizona die Strahlung von CO, CH3OH und H2CO registriert. Während des Beobachtungszeitraums konnte bei CO zunächst eine rasche Zunahme, dann eine Sättigung und anschließend eine erneute, wenn auch verlangsamte, Zunahme etwa zum Zeitpunkt des Beginns der Sublimation von Wasser festgestellt werden. CH3OH wurde auch erstmals zu diesem Zeitpunkt bei einem Sonnenabstand von 5 AE entdeckt. Das CO wurde vermutlich in Fontänen direkt aus dem Kern freigesetzt, während CH3OH und H2CO wohl Tochterprodukte aus dem Zerfall größerer Moleküle waren. Für H2CO wurde nach weiteren Forschungen dafür Polyoxymethylen (POM), (–CH2–O–)n als Bestandteil des Kometenstaubs vorgeschlagen.

### In Perihelnähe

#### Visuelle und Infrarotastronomie
An der Anderson Mesa Station des Lowell-Observatoriums in Arizona wurde der Komet zwischen 25. Juli 1995 und 15. Februar 1997 photometrisch observiert und die Produktionsraten von OH, CN, C2, C3, NH und Staub ermittelt. Hale-Bopp erwies sich als ein sehr produktiver Komet, mit über 100-mal so viel Staub und 20-mal so viel Gas wie Komet 1P/Halley in gleicher Sonnenentfernung. Für die Größe des Kerns wurde daraus eine untere Grenze von 17 km Durchmesser abgeleitet, wahrscheinlich aber zwei- bis dreimal mehr. Die chemische Zusammensetzung war vergleichbar mit anderen Kometen aus der Oortschen Wolke. Auch mit dem AZT-14-Teleskop der Beobachtungsstation Lisnyky, der Sternwarte der Universität Kiew, wurden vom 13. März bis 29. April 1997 photometrische Messungen durchgeführt und die Produktionsraten von C2, C3 und Staub ermittelt.
Ethan (C2H6) konnte bei mehreren spektroskopischen Beobachtungen mit CSHELL am 3-m-Teleskop der Infrared Telescope Facility auf Hawai’i zwischen September 1996 (4,1 AE Sonnenabstand vor dem Periheldurchgang) und September 1997 (2,8 AE Sonnenabstand nach dem Periheldurchgang) entdeckt und die Produktionsraten bestimmt werden. Das Ethan in der Koma stammte direkt aus dem Eis des Kerns. Die relative Häufigkeit zu Wasser und Ethin (C2H2) wies darauf hin, dass das Eis im Kometen Hale-Bopp nicht aus einer thermisch und chemisch im Gleichgewicht befindlichen Region des Sonnennebels stammt. Etwa im gleichen Zeitraum und mit den gleichen Instrumenten wurde auch die zeitliche und räumliche Entwicklung von CO in der Koma beobachtet. Bei großem Sonnenabstand stammte dieses direkt aus dem Kern, bei zunehmender Sonneneinstrahlung auch aus dem Zerfall eines Vorgängermoleküls in der Koma. Auch hier wurde die Produktionsrate und das Verhältnis zu Wasser bestimmt. Zwischen Januar und Mai 1997 wurde erstmals die Abhängigkeit der Produktionsrate von Wasser vom Sonnenabstand durch direkte Beobachtung des Wassermoleküls selbst studiert und ein mathematischer Zusammenhang formuliert. Das Wasser stammte direkt aus dem Eis des Kerns und aus den Ergebnissen anderer Forschungen konnte abgeleitet werden, dass im Kern etwa fünfmal so viel Staub wie Eis vorlag. Von Februar bis Mai 1997 wurde Cyanwasserstoff (HCN) nachgewiesen und die Produktionsrate und das Verhältnis zu Wasser bestimmt. Die räumliche Verteilung des HCN wies auf eine Freisetzung aus dem Kern hin. Im April und Mai 1997 wurden auch die Emissionslinien von Carbonylsulfid (OCS) gefunden und wieder die Produktionsrate und das Verhältnis zu Wasser bestimmt. Der größte Teil des OCS schien aus einer verteilten Quelle in der Koma zu stammen.

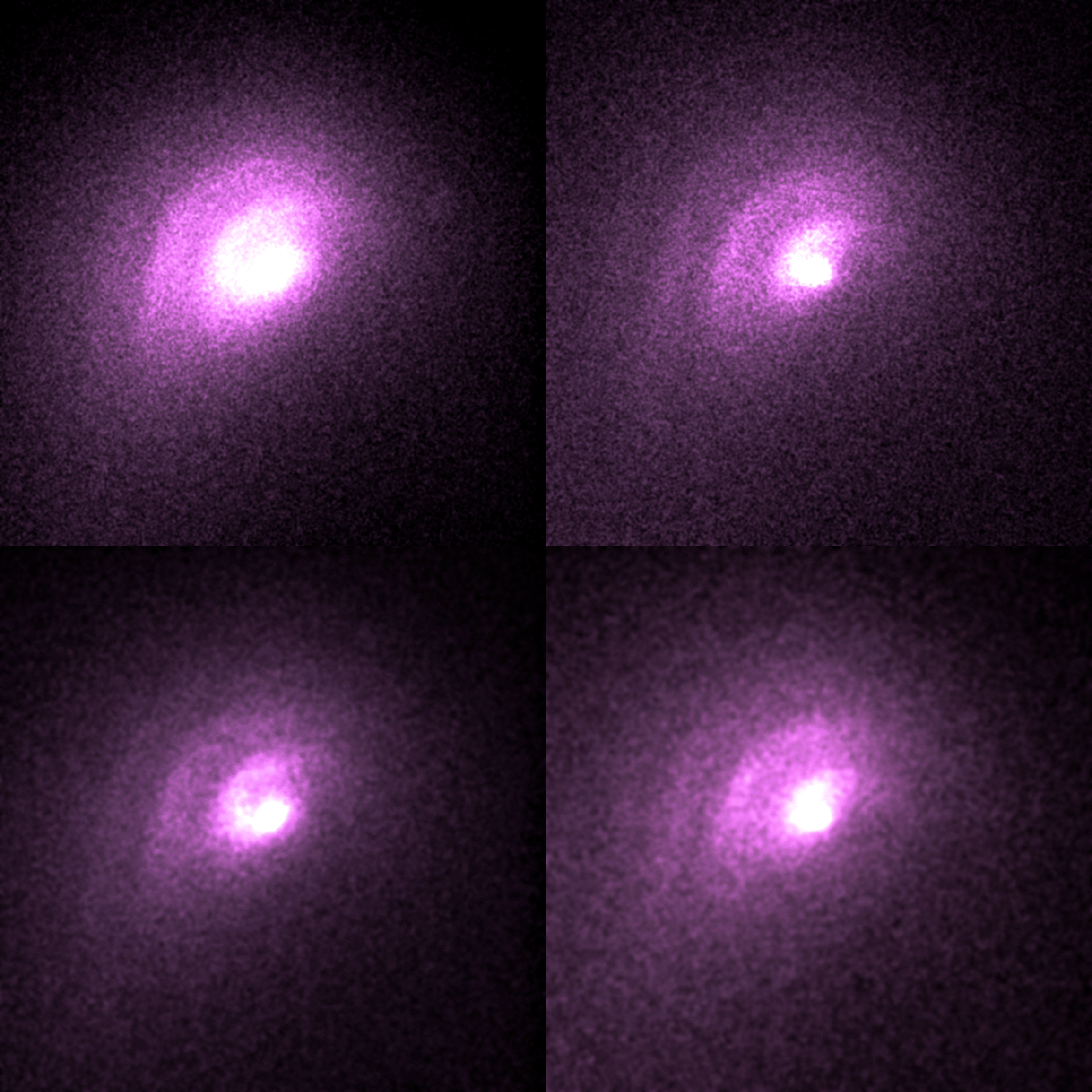
Staubschalen in der Koma im Februar/März 1997

Am 1,52-m-Teleskop des Mount-Lemmon-Observatoriums in Arizona wurden zwischen 15. und 20. Februar 1997 photometrische Untersuchungen im Infraroten angestellt. Die gemessene Helligkeit in verschiedenen Wellenlängenbereichen wies auf Staubkörner mit einem durchschnittlichen Radius ≤0,4 µm, einer hohen Albedo und einem hohen Gehalt an Silicaten hin. Dies ist ungewöhnlich und unterschied Hale-Bopp von anderen Kometen. Von anderen Forschern wurde diese Interpretation nach Modellrechnungen zunächst abgelehnt und wesentlich größere, poröse Partikel aus einem Silicatkern und einer organischen Kruste angenommen. Die Untersuchungen am Mount-Lemmon-Observatorium wurden dort und an anderen Observatorien noch bis zum Juni weitergeführt, wodurch die ersten Ergebnisse über die besonders kleinen Staubpartikel bei Hale-Bopp bestätigt wurden. Eine Auswertung spektrophotometrischer Daten verschiedener Observatorien aus dem längeren Beobachtungszeitraum Oktober 1996 bis Juni 1997 ergab eine Zusammensetzung des Kometenstaubs aus amorphen Silicatmineralien (Mg-Fe-Pyroxene und Olivin), amorphem Kohlenstoff und kristallinen Silicaten, wobei das Maximum der Größenverteilung immer bei einem Partikelradius von 0,2 µm lag.
Die bereits zuvor erwähnten Untersuchungen mit einem Spektrografen am Palomar-Observatorium wurden auch von Mitte Februar bis Mitte April 1997 um die Zeit des Periheldurchgangs des Kometen fortgeführt. Es wurden weiterhin hohe Anteile an submikrometergroßen Staubpartikeln aus kristallinem Olivin und Pyroxen gefunden, aber auch amorpher Kohlenstoff und Silicate. Eine theoretische Modellierung der Partikeldynamik ergab eine gute Übereinstimmung mit der beobachteten Morphologie der Koma. Aus einer nachträglichen Analyse der Infrarot-Spektren, die vom Infrared Space Observatory Ende September und Anfang Oktober 1996 (vor dem Periheldurchgang bei etwa 2,9–2,8 AE Sonnenabstand) und Ende Dezember 1997 (nach dem Periheldurchgang bei 3,9 AE Sonnenabstand) aufgenommen worden waren, wurde ein Modell abgeleitet, in dem die Staubpartikel in der Koma unregelmäßige Zusammenballungen aus im Wesentlichen amorphem und kristallinem Olivin und glasartigem Kohlenstoff waren, und das eine gute Übereinstimmung mit den Messwerten ergab.
Mit dem Echelle-Spektrografen am 2,16-m-Teleskop des Astronomischen Observatoriums Peking in Xinglong wurden am 26. und 28. März und 22. April 1997 Spektren mit mehreren hundert Linien im sichtbaren Bereich aufgenommen, von denen der größte Teil auf Emissionen von H, O, Na, C2, C3, CN, CH, NH2 und H2O+ zurückgeführt werden konnte und woraus ein Katalog solcher Linien erstellt wurde. Die Natrium-D-Linien hatten sich bei der letzten gegenüber den ersten Beobachtungen um den Faktor 5 verstärkt. Das Intensitätsverhältnis der gelben und orangen Linien des neutralen Sauerstoffs wies darauf hin, dass dieser aus der Photodissoziation von Wasser stammte. Am 6. April 1997 wurden Spektrogramme mit dem 2,7-m-Teleskop am McDonald-Observatorium in Texas aufgenommen. Mit den hochaufgelösten Spektren sollte das Verhältnis von N2+ and CO+ bestimmt werden, wovon man sich Aufschluss über die Bedingungen während der Kondensation des Sonnennebels erhoffte. Während CO+ eindeutig nachgewiesen wurde, konnte kein N2+ entdeckt werden.
Aus Aufnahmen der inneren Koma mit dem 1,1-m-Hall-Teleskop des Lowell Observatoriums vom 22. bis 26. April 1997 wurde ein Modell erstellt, mit dem die beobachteten Gasfontänen simuliert wurden. Die Ergebnisse deuteten darauf hin, dass zur Erzeugung der CN- und C2-Fontänen vier aktive Gebiete auf den Kern nötig waren, während für die OH-Fontänen fünf Gebiete erforderlich waren, wobei das zusätzliche Gebiet keine nennenswerte Mengen eines der anderen Radikale ausstieß. Dies deutet auf eine chemisch heterogene Struktur des Kometenkerns hin.
Polarimetrische Messungen der Koma am Pic-du-Midi-Observatorium im Juni und September/Oktober 1996 und am Observatoire de Haute-Provence im April 1997 zeigten eine Korrelation zwischen den helleren Strukturen in der Koma und dem Grad der Polarisation, wobei die Polarisation auf der sonnenabgewandten Seite generell höher war. Auch konnte eine Rotationsperiode des Kerns von etwa 11,2 Stunden abgeleitet werden. Die Messergebnisse in Verbindung mit Laborexperimenten ließen darauf schließen, das die bei Hale-Bopp relativ hohe Polarisation verursacht wurde durch Streuung an ungewöhnlich kleinen Staubkörnern, die aus lockeren Anhäufungen sehr poröser Partikel bestanden. Zu ähnlichen Ergebnissen führten auch die polarimetrischen Untersuchungen am Mount Abu InfraRed Observatory in Indien von Oktober 1996 bis Mai 1997. Die Staubkörner bei Hale-Bopp wurden auch hier kleiner als die bei 1P/Halley gefunden, aber mit einer vergleichbaren Albedo. Auch am Observatoire du Mont Mégantic in Kanada wurden vom Juli 1996 bis Mai 1997 polarimetrischen Beobachtungen durchgeführt und die lineare und zirkulare Polarisation in der Kernregion, in der Koma und im Schweif gemessen.

#### Radioastronomie
Zu fünf Zeitpunkten zwischen Ende Mai 1996 und Ende März 1997 wurden mit dem 12-m-Radioteleskop des National Radio Astronomy Observatory am Kitt-Peak-Nationalobservatorium in Arizona und dem BIMA-Interferometer in Kalifornien die Emissionslinien von H2CO sowie Anfang April diejenigen von CO gemessen. Die räumlichen Verteilungen und Produktionsraten der Substanzen und ihre relativen Häufigkeiten im Vergleich zu Wasser wurden abgeleitet. Formaldehyd schien dabei zumindest teilweise aus einer verteilten Quelle, wahrscheinlich Staubkörnern der Koma, und nicht nur aus dem Kern zu stammen. Die Daten zum Formaldehyd wurden später auch mit denen der Kometen C/2001 Q4 (NEAT) und C/2002 T7 (LINEAR) verglichen. Im März 1997 wurden mit demselben 12-m-Radioteleskop auch die Emissionslinien von HCO+ und HNC gemessen und deren Entstehungs- und Zerfallsprozesse untersucht. Insbesondere HCO+ zeigte eine diffuse und komplex strukturierte Verteilung. Für eine Anzahl von Cyanidverbindungen (CN, HCN, HNC) wurden Produktionsraten und die zahlenmäßigen Verhältnisse der Isotopen 12C/13C und 14N/15N bestimmt. Diese legen nahe, dass Hale-Bopp gleichzeitig mit dem Sonnensystem entstand. Auch mit der 14-m-Antenne des Five College Radio Astronomy Observatory in Massachusetts wurde vom 10. März bis 20. Juni 1997 das Vorkommen von HCO+ in der Kometenkoma beobachtet und Intensitätskarten erstellt.
Von Februar bis April 1997 wurde Hale-Bopp mit dem Caltech-Submillimeter-Observatorium (CSO) auf Hawai’i beobachtet. Isocyansäure (HNCO), erstmals bei C/1996 B2 (Hyakutake) entdeckt, wurde auch hier sicher nachgewiesen und seine Menge in Relation zu Wasser bestimmt. Cyanoacetylen (HC3N), SO und NH2CHO wurden erstmals bei einem Kometen gefunden, auch ihre relative Menge wurde bestimmt. H3O+ wurde erstmals bei einer erdgebundenen Beobachtung entdeckt. H13CN wurde ebenfalls gefunden, das Verhältnis zu H12CN war vergleichbar zu demjenigen auf der Erde. Außer den genannten wurden auch noch eine Anzahl weiterer Moleküle nachgewiesen, wie HNC, OCS, HCO+, CO+ und CN, die letzten beiden bei einem Kometen erstmals bei Radiofrequenzen.
Mit dem BIMA-Interferometer und den Very Large Array in New Mexico wurde vom 18. März bis 24. April 1997 die Kontinuumstrahlung des Kometen im Millimeter- und Zentimeterbereich beobachtet. Aus den Messergebnissen wurde zu dieser Zeit eine gesamte Menge an Staub in der Koma von mindestens einigen 100 Mio. t und eine Produktionsrate von etwa 1000 t/s abgeleitet. Mit dem BIMA-Interferometer wurde von Ende Februar bis Anfang April auch die Strahlung von CS und von Anfang März bis Anfang April 1997 die von HCN gemessen und deren räumliche Verteilungen und Produktionsraten ermittelt. Beide Substanzen stammten direkt aus dem Kern oder seiner Nähe. Zeitliche Schwankungen bei HCN wiesen auf aktive Gasfontänen des Kerns hin. Vom 19. bis 21. April 1997 wurden mit dem 45-m-Radioteleskop des Nobeyama Radio Observatory in Japan die Emissionslinien von HCN, HNC und NH3 beobachtet, um die Entstehungs- und Zerfallsprozesse dieser Moleküle besser zu verstehen.
Hale-Bopp wurde im Oktober 1996 und im März 1997 intensiv mit dem IRAM-Interferometer auf dem Plateau de Bure (PdBI) in Frankreich beobachtet. Es konnten die Emissionslinien von HCN, HNC, CO, H2CO, CH3OH, H2S, CS und SO mit hoher räumlicher Auflösung registriert werden, so dass Untersuchungen über ihre Quellen angestellt werden konnten. Die Helligkeitsverteilung wies bei HCN auf einen Ursprung im Kern hin, während HNC in der Koma gebildet wurde. SO entstand eindeutig durch Photodissoziation und auch H2CO wurde aus einer verteilten Quelle produziert, wie erstmals bei 1P/Halley nachgewiesen worden war, der Kern trug nur einen geringen Anteil dazu bei. CO schien zum großen Teil einer Tag und Nacht aktiven Quelle nahe des Äquators des Kometenkerns zu entstammen. Am 11. März 1997 wurden mit dem PdBI Beobachtungen von CO durchgeführt. Die Spektren zeigten eine Variation, die korreliert mit der Rotationsperiode des Kerns von 11,35 Stunden war. Das CO wurde vermutlich neben einer gleichmäßigen Ausgasung auch durch eine Fontäne ausgestoßen, die Tag und Nacht in der Nähe des Äquators des Kometenkerns bei 20° nördlicher Breite aktiv war, etwa 40 % des Gesamt-CO beitrug, und deren Strahl mit der Rotation des Kerns eine spiralige Form annahm. Am 12. und 13. März 1997 wurden mit PdBI Beobachtungen von CS, H2S und SO durchgeführt und deren räumliche Verteilung erfasst. Demnach wurde H2S direkt aus dem Kern freigesetzt. Für CS, das vermutlich aus dem kurzlebigen CS2 durch Photolyse entsteht, konnten keine eindeutigen Daten gewonnen werden, aber für SO, das vermutlich aus SO2 entsteht und erstmals bei Hale-Bopp entdeckt wurde, konnte gezeigt werden, dass es dafür möglicherweise noch eine andere Quelle geben muss oder dass SO2 selbst eine verteilte Quelle besitzt. In Verbindung mit anderen Forschungsergebnissen wurde aus der zeitlichen und räumlichen Asymmetrie der Verteilung der drei Moleküle auf eine inhomogene Zusammensetzung des Kerns geschlossen.
Mit dem Nançay-Radioobservatorium in Frankreich wurde die Emission von OH bei 18 cm Wellenlänge beobachtet. Das Maximum der Produktionsrate um die Zeit des Perihels wurde zu 1031 Molekülen pro Sekunde ermittelt.
Mit dem James Clerk Maxwell Telescope auf dem Mauna Kea wurde am 4. April 1997, also fünf Tage nach dem Perihel des Kometen, die Emissionslinie von deuteriertem Wasser (HDO) beobachtet. Mit der aus anderen Forschungsergebnissen bekannten Produktionsrate von Wasser zum selben Zeitpunkt konnte die Produktionsrate von HDO und das Verhältnis zwischen Deuterium und Wasserstoff in Hale-Bopps Wasser zu etwa 0,033 % bestimmt werden. Dieses Verhältnis ist vergleichbar mit den Werten bei 1P/Halley und C/1996 B2 (Hyakutake), liegt aber höher als bei irdischen Wasser. Mit dem gleichen Gerät wurde auch das Vorkommen von Deuteriumcyanid (DCN) in Hale-Bopp entdeckt. Das Verhältnis zu Wasserstoffcyanid (HCN) lag bei 0,23 % und ist höher als das entsprechende Verhältnis D/H in Kometenwasser und erlaubt Rückschlüsse auf die Verhältnisse in der Urwolke. Die bei der Beobachtung von HCN und CS gefundenen Isotopenverhältnisse 12C/13C, 14N/15N und 32S/34S sind vergleichbar mit den entsprechenden Werten im Sonnensystem, womit kein Indiz auf einen interstellaren Ursprung der flüchtigen Substanzen im Kometen vorliegt.
Bei den spektroskopischen Untersuchungen des Kometen Hale-Bopp in Perihelnähe mit dem PdBI und dem 30-m-IRAM-Radioteleskop auf dem Pico del Veleta in Spanien wurden erstmals die Signaturen von HCOOH, SO2, NH2CHO und HCOOCH3 in einem Kometen entdeckt. Auch HDO wurde noch bei einer anderen Wellenlänge als bei der Messung am James Clerk Maxwell Telescope nachgewiesen. Beobachtungen von HC3N, HNCO, OCS, SO, CN, CO+, HCO+, in Ergänzung zu den eher „klassischen“ Molekülen CO, HCN, HNC, CH3CN, CH3OH, H2CO, CS und H2S, ermöglichte die Erstellung eines ausführlichen Inhaltsverzeichnisses der Koma.
Eine Auswertung der zwischen 17. Februar und 24. April 1997 durchgeführten Beobachtungen mit dem CSO, dem PdBI und dem IRAM-30-m-Teleskop ergab die erstmalige Entdeckung von SO, SO2, HC3N, NH2CHO, HCOOH, and HCOOCH3 in einem Kometen. Ihre relativen Häufigkeiten im Vergleich zu Wasser lagen bei 0,3 % (SO), 0,2 % (SO2), 0,02 % (HC3N), 0,01–0,02 % (NH2CHO), 0,09 % (HCOOH) und 0,08 % (HCOOCH3). Auch OCS und HNCO, die erstmals bei C/1996 B2 (Hyakutake) entdeckt worden waren, wurden mit relativen Häufigkeiten von 0,4 % bzw. 0,1 % gefunden. Daneben wurden auch die Linien von HCN, HNC, CH3CN, CO, CH3OH, H2CO, H2S, CS und CH3CHO beobachtet. Aus archivierten Daten von Beobachtungen mit den IRAM-, PdBI- und CSO-Radioteleskopen vom März und April 1997 konnte 2004 auch noch das Vorkommen von Ethylenglycol in der Koma des Kometen sicher nachgewiesen werden. Dieses Molekül war mit seinen 10 Atomen das bis dahin größte spektroskopisch nachgewiesene bei einem Kometen und seine (zahlenmäßige) Häufigkeit relativ zu der von Wasser lag bei etwa 0,25 %. Nach vielen weiteren „exotischen“ Molekülen wurde bei diesen Beobachtungen auch gesucht, sie konnten zwar nicht mit Sicherheit nachgewiesen werden, aber es konnten obere Grenzwerte für ihr Vorkommen angegeben werden.
Eine Modellierung einer möglichen chemischen Synthese der gefundenen Moleküle HCOOH, HCOOCH3, HC3N und CH3CN in der Koma zeigte, dass dieser Prozess nicht ausreichte, die beobachteten Mengen der Moleküle zu erklären, so dass angenommen werden muss, dass diese bereits im Eis des Kometenkerns enthalten waren.

#### UV- und Röntgenastronomie
Von Ende August 1995 bis zu seiner Außerbetriebnahme im September 1996 wurden mit dem International Ultraviolet Explorer (IUE) das Staubkontinuum und ab April 1996 die ultravioletten Emissionslinien von OH und CS gemessen. Mit dem Faint Object Spectrograph (FOS) des Hubble-Weltraumteleskops wurden von Oktober 1995 bis Oktober 1996 ebenfalls diese Substanzen und auch noch CO beobachtet. In allen Fällen wurden die Produktionsraten bestimmt.
Am 10. und 11. September 1996 konnte mit dem Low Energy Concentrator Spectrometer (LECS) an Bord des Satelliten BeppoSAX weiche Röntgenstrahlung des Kometen Hale-Bopp entdeckt werden, die Helligkeit im Bereich 0,1–2 keV war etwa 8-mal stärker als bei der vier Tage später erfolgten Messung mit dem Extreme Ultraviolet Explorer (siehe unten). Dies könnte an einer staubreichen Wolke gelegen haben, die am 9. September vom Kern ausgestoßen wurde und sich in den folgenden Tagen rasch ausbreitete und wieder auflöste. Während des Ausbruchs erhöhte sich die Staubproduktion um einen Faktor >7 und die Produktion an gasförmigem CN um <4 relativ zum vorherigen Zustand.
Von Januar bis März 1997 wurde mit dem Solar Wind Anisotropies (SWAN)-Instrument an Bord des Solar and Heliospheric Observatory (SOHO) die Lyman-α-Linie von Wasserstoff vor und nach dem Periheldurchgang des Kometen beobachtet und nach Veränderungen in der Helligkeit, Form und Richtung der Koma ausgewertet. Aus den Messungen konnte die Produktionsrate von Wasser bestimmt werden, die ein Maximum etwa zwei Wochen nach dem Perihel erreichte.
Zu zwei Zeitpunkten vor und nach dem Periheldurchgang wurde am 28. März und 8. April 1997 mit dem Burrell-Schmidt-Teleskop am Kitt-Peak-Nationalobservatorium großflächige Aufnahmen der Koma des Kometen im nahen Ultraviolett erstellt und nach dem Signal des OH-Radikals ausgewertet. Es wurde daraus die Produktionsrate von Wasser abgeleitet und Modelle zur Verteilung und Dynamik von H2O und dessen Zerfallsprodukt OH in der Kometenkoma aufgestellt.
Nachdem bereits auf Aufnahmen des Kometen mit dem Extreme Ultraviolet Explorer (EUVE) im weichen Röntgenlicht vom 14. bis 19. September 1996 die Emissionslinie von Neon festgestellt werden konnte, wurde am 30. März 1997 mit einem Spektrografen für das extreme Ultraviolett (EUVS) an Bord einer von der White Sands Missile Range in New Mexico gestarteten Black Brant 9-Rakete neben der Lyman-β-Linie von Wasserstoff und der Linie von O+ erstmals auch die von Argon beobachtet.
Mit dem SOLar-STellar Irradiance Comparison Experiment (SOLSTICE) an Bord des Upper Atmosphere Research Satellite (UARS) konnte im März und April 1997 aus den Emissionslinien von OH und C die Produktionsrate von Wasser und Kohlenstoff abgeleitet werden. Die Werte waren in guter Übereinstimmung mit anderen Forschungsergebnissen. Am 16. und 17. April gab es eine dreifache Erhöhung der Strahlung von einfach ionisiertem Kohlenstoff, anscheinend verursacht durch eine Zunahme der Intensität des Sonnenwindes. Am 8. April 1997 wurden mit dem Wide Field Imaging Survey Polarimeter (WISP) an Bord einer auf White Sands gestarteten Rakete die Emissionslinien von neutralem Kohlenstoff, der wahrscheinlich aus dem Zerfall von CO stammte, und das Kontinuum des Kometenstaubs im Ultravioletten polarimetrisch ausgewertet.

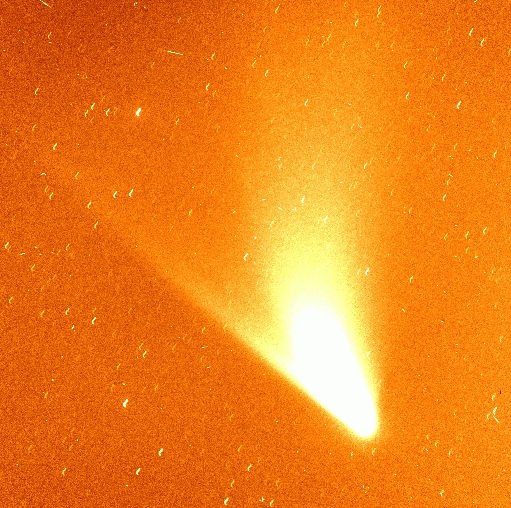
Der Natriumschweif des Kometen Hale-Bopp ist geradlinig nach links oben verlaufend neben dem breiten und diffusen Staubschweif zu sehen, der Gasschweif ist hier nicht zu erkennen

#### Der Natriumschweif
Natrium wurde bisher bei einigen wenigen Kometen entdeckt. Erstmals geschah dies beim Großen Januarkometen C/1910 A1, später wurde von einem 7° langen Natriumschweif bei C/1957 P1 (Mrkos) berichtet. In jüngerer Zeit geschahen Beobachtungen bei C/1965 S1 (Ikeya-Seki), C/1969 Y1 (Bennett) und C/1976 V1 (West) in geringem Abstand zum Kern. Bei 1P/Halley wurde es durch die Raumsonde Giotto vor Ort nachgewiesen.
Am 14. März 1997 waren die Natrium-D-Linien bereits am Observatoire de Haute-Provence spektroskopisch beobachtet und die Produktionsrate von Na bestimmt worden. In der zweiten Aprilhälfte 1997 erfolgten dann mit dem CoCAM-Instrument visuelle und mit dem William-Herschel-Teleskop auf La Palma spektroskopische Beobachtungen im Licht der Natrium-D-Linien. Dabei konnte neben den bekannten Staub- und Gasschweifen ein auffälliger dritter Schweif aus neutralem Natrium von über 6° Länge beobachtet werden.
Am 19. April erfolgten weitere Beobachtungen im ultravioletten und sichtbaren Licht mit Instrumenten an Bord des Midcourse Space Experiment (MSX)-Satelliten. Dabei konnte das Staubkontinuum, die Emissionslinien von H2O+ (als Repräsentant des Gasschweifs) und die Linien von Na gefunden werden, entsprechende Bilder zeigten den Natriumschweif zwischen dem Staub- und dem Gasschweif, das Natrium entstammte offenbar einer Quelle in der Region der inneren Koma und des Kerns.

#### Rotation und Größe des Kerns
Der Kern eines Kometen kann nicht direkt beobachtet werden, da er zum einen bezogen auf die Entfernung eines Kometen nur ein extrem kleines Objekt darstellt und zum anderen durch die Staubmassen der inneren Koma stark abgeschirmt wird. Aussagen über physikalische Eigenschaften des Kerns wie Größe, Rotationsperiode oder Rotationsachse(n) können daher nur indirekt erschlossen werden. Möglichkeiten dazu bietet zum Beispiel die Beobachtung von Staubfontänen aus dem Kern und deren zeitliche Umformung in spiralige oder schalenförmige Strukturen der Koma.
Mit dem 1,5-m-Carlos-Sánchez-Teleskop des Teide-Observatoriums auf Teneriffa war bereits im August 1995 begonnen worden, die kernnahe Aktivität des Kometen zu verfolgen. Diese Beobachtungen wurden von Ende März bis Mitte November 1996 fortgesetzt und während der ganzen Zeit eine Fontänenstruktur beobachtet, aus deren zeitlicher Veränderung die Position des Nordpols des Kometenkerns bestimmt wurde.
Am Pic-du-Midi-Observatorium wurden von Anfang Februar bis Ende März 1997 etwa 30.000 Aufnahmen des Kometen gewonnen. Es konnten darauf zwei Fontänen identifiziert werden und aus den Positionswinkeln der helleren Fontäne wurde ein Modell erstellt, mit dem die Position der Quelle der Fontäne auf dem Kern, eine Rotationsperiode von 11,35 ± 0,04 Stunden und die Ausrichtung der Rotationsachse und des Nordpols bestimmt werden konnte. In den Fontänen wurden Staubkörner <1 µm mit 450–600 m/s ausgestoßen. Auch mit dem Swedish Vacuum Solar Telescope (SVST) auf La Palma wurde vom 21. bis 25. April 1997 das Staubkontinuum des Kometen im grünen und roten Licht beobachtet. Es wurde hier eine Rotationsperiode des Kerns von 11,46 ± 0,25 Stunden und eine Ausbreitungsgeschwindigkeit des Staubs in der inneren Koma von 410 m/s gefunden. Auf der Sonnenseite des Kometen konnten bis zu fünf Staubschalen beobachtet werden, die sich mit einem gegenseitigen Abstand von 15–20.000 km bis zu 80.000 km weit spiralig ausbreiteten. Aus dem Drehsinn der Staubemissionen wurde geschlossen, dass der Nordpol des Kerns zu dieser Zeit mit einer geringen Winkelabweichung zur Erde gerichtet war.
Bei weiteren Beobachtungen im Infraroten am Teide-Observatorium im Verlauf des April 1997 wurden drei Staubfontänen während mehrerer Rotationen beobachtet. Mit zwei verschiedenen Methoden wurde eine Rotationsperiode von 11,34 ± 0,02 Stunden ermittelt. Variationen durch Präzession konnten nicht gefunden werden, wenn überhaupt, so mussten sie klein und die Rotation von Hale-Bopp nicht sehr komplex sein.

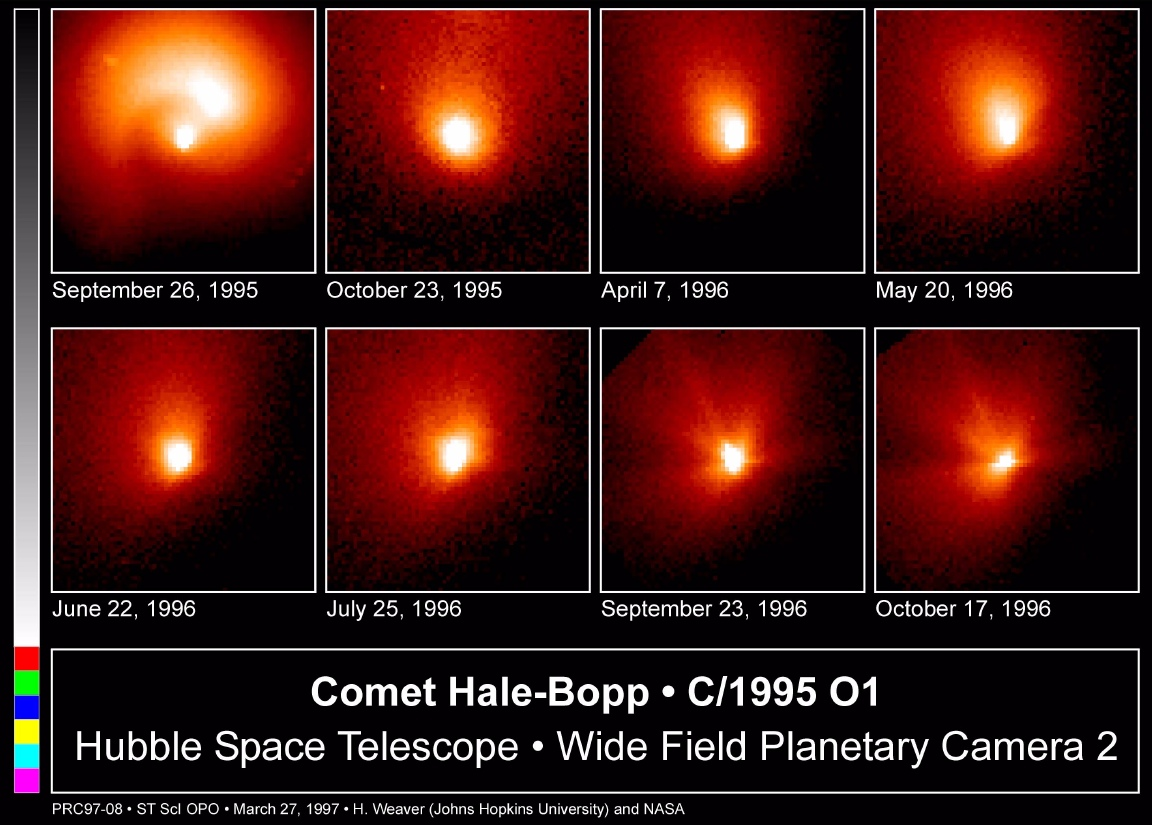
Die Aufnahmen des Kometen durch das HST

Aufnahmen mit der Wide Field Planetary Camera 2 (WFPC2) des Hubble-Weltraumteleskops von Ende September 1995 bis Ende Oktober 1996 wurden herangezogen, um die Größe des Kerns abzuschätzen. Von allen Aufnahmen wurde eine Aufnahme vom 26. September 1995 dafür ausgewählt. Ihre Auswertung ergab mit der Annahme einer Albedo von 4 % (ein Wert wie bei 1P/Halley), dass der Kern mindestens einen Durchmesser von 27 km hat, aber auch bis zu 42 km groß sein könnte. Um die beobachtete Produktionsrate von Wasser zu ermöglichen, müsste dann ein von der Sonne beleuchtetes und sublimierendes Eisfeld 6 % der Oberfläche bei einem 42-km-Kern bzw. 14 % der Oberfläche bei einem 27-km-Kern eingenommen haben. Bei 1P/Halley mit einem mittleren Durchmesser von 10 km lag dieser Wert bei 10 %. Zdenek Sekanina benutzte in seiner Auswertung der Daten auch die Aufnahmen von Oktober 1995 bis Oktober 1996 und erhielt bei gleicher Annahme einer Albedo von 4 % mit einer anderen Berechnungsmethode einen Wert für den Durchmesser von 71 ± 4 km.
Eine Neubewertung der Größe des Kerns wurde in einer Untersuchung von 2000 präsentiert. Die besten Ausgangsdaten dafür sollten Messungen im mittleren Infrarot von Ende 1996 und Daten im Radiobereich aus der Zeit des Perihels geben. Obwohl die beiden Datensätze unterschiedliche Ergebnisse lieferten, gelang ein Ausgleich, der zu einem Wert von etwa 60 km für den Durchmesser führte. Dies macht Hale-Bopp im Vergleich zu anderen Kometen mit bekannter Größe zu einem ungewöhnlich großen Kometen mit daraus resultierenden besonderen Eigenschaften.
In einer Untersuchung von 2011 wurden nach einem neuartigen Verfahren aus den photometrischen Helligkeiten, den Parametern für die nicht-gravitativen Kräfte auf den Kometen und der Produktionsrate von Wasser für die Masse des Kometen ein Wert von etwa 1,9∙1014 kg abgeleitet. Bei einer angenommenen mittleren Dichte würde sich damit allerdings ein relativ kleiner Wert für den Durchmesser ergeben, ein Grund für diese Diskrepanz konnte zunächst nicht gefunden werden.

#### Ein „Hale“ und ein „Bopp“?
Zdenek Sekanina erklärte in einer Untersuchung aus dem Jahr 1997, Indizien dafür gefunden zu haben, dass der Kern von Hale-Bopp von einem Satelliten umkreist würde. Er hatte gezeigt, dass ein der Realität entsprechendes morphologisches Modell für die Koma des Kometen zwingend voraussetzte, dass die sich überlappenden Staubfontänen von einem Kometenpaar verursacht würden. Er behauptete weiter, dass die (bereits weiter oben erwähnten) Aufnahmen des Kometen mit der Wide Field Planetary Camera 2 (WFPC2) des Hubble-Weltraumteleskops vom Mai bis Oktober 1996 den Satelliten zeigten und aus der Signalstärke schloss er auf einen Durchmesser des Satelliten von etwa 30 km bei einem angenommenen Durchmesser des Hauptkerns von etwa 70 km. Um eine Kollision zu vermeiden, müssen die beiden Körper also stets weiter als etwa 50–60 km voneinander entfernt sein und aus den Aufnahmen erschloss er einen projizierten Abstand von 160–210 km. Da der gravitative Anziehungsbereich des Hauptkerns mit 70 km Durchmesser im Perihel bei 370–540 km läge und mit wachsenden Sonnenabstand linear zunähme, würde sich der Satellit also in einer ziemlich stabilen Umlaufbahn bewegen. Bei einem Abstand von etwa 180 km zum Hauptkern wäre eine Umlaufdauer von 2–3 Tagen zu erwarten.
Während der Inbetriebnahme des Adaptive-Optik-Systems PUEO am Canada-France-Hawaii Telescope (CFHT) auf dem Mauna Kea waren am 30. September 1996 zwei Helligkeitsmaxima mit einem projizierten Abstand von 340 km in der Koma des Kometen gefunden worden. Aufnahmen in nahen Infrarot mit der adaptiven Optik ADONIS am ESO-3,6-m-Teleskop am La-Silla-Observatorium am 6. November 1997 und am 15. Januar 1998 zeigten nach verschiedenen Bildnachbearbeitungen ebenfalls ein doppeltes Helligkeitsmaximum in der Koma mit einem projizierten Abstand von 550 bzw. 1025 km. Die doppelte Helligkeitsspitze könnte durch Staubknoten in den kernnahen Fontänen erklärt werden, zumal sie in Aufnahmen des Hubble-Weltraumteleskops vom August und November 1997 und Februar 1998 nicht zu finden war. Ein attraktives Szenario wäre aber auch, dass der Komet einen doppelten Kern mit gravitativer Bindung hatte, dies würde auch durch eine Aufnahme mit dem DFOSC-Instrument am Danish 1,5-m-Teleskop in La Silla gestützt, auf dem am 22. Januar 1998 in der Koma ziemlich komplexe Erscheinungen von Staubfontänen, -fächern und -wolken festgestellt werden konnten, während die Koma eine Woche zuvor in den ADONIS-Aufnahmen noch gleichmäßig und rund erschien. Sehr ungewöhnlich waren dabei Staubfontänen mit entgegengesetzter Krümmung und eine isolierte Staubwolke etwa 200.000 km vom Komazentrum. Dennoch wurde es auf Grund der vorliegenden Daten nicht als möglich angesehen, zu einer eindeutigen Entscheidung darüber zu gelangen, ob Hale-Bopp einen doppelten Kern hatte oder noch hat.
Aus Beobachtungen am Vainu-Bappu-Observatorium in Indien vom Oktober 1996 bis Oktober 1997 wurde versucht, die Lage und Größe der Staub- und Gasquellen auf dem Kometenkern zu bestimmen. Die Annahme eines einzelnen Kerns konnte allerdings die Komplexität der Schalenstrukturen nicht vollständig erklären, dies wäre unter der Annahme eines doppelten Kerns besser gelungen.

### Forschung lange nach dem Periheldurchgang
Als der Komet für die Beobachtung mit dem Hubble-Weltraumteleskop in zu geringem Winkelabstand zur Sonne stand, wurde er ersatzweise in der ersten Augusthälfte 1997 bei 2,3 AE Sonnenabstand mit dem Southwest Ultraviolet Imaging System (SWUIS) an Bord des Space Shuttles „Discovery“ während der Mission STS-85 beobachtet und die Produktionsrate von Staub und Wasser bestimmt. Die weiter oben bereits erwähnten Beobachtungen des Kometen mit dem Hubble-Weltraumteleskop konnten dann Ende August und im November 1997 und Februar 1998 (bei 2,5, 3,4 und 4,4 AE Sonnenabstand) mit dem neu installierten Space Telescope Imaging Spectrograph (STIS) fortgesetzt werden. Es wurden die Produktionsrate von Staub sowie spektrografisch im Ultravioletten die Emissionslinien von OH und CS registriert und deren räumliche Verteilung und die daraus abgeleiteten Produktionsraten von Wasser und CS2 bestimmt. Die Aktivität des Kometen schien etwas geringer zu sein als bei gleichem Sonnenabstand vor dem Perihel. Es konnten keine Hinweise auf Begleiter des Kerns in den STIS-Bildern gefunden werden.

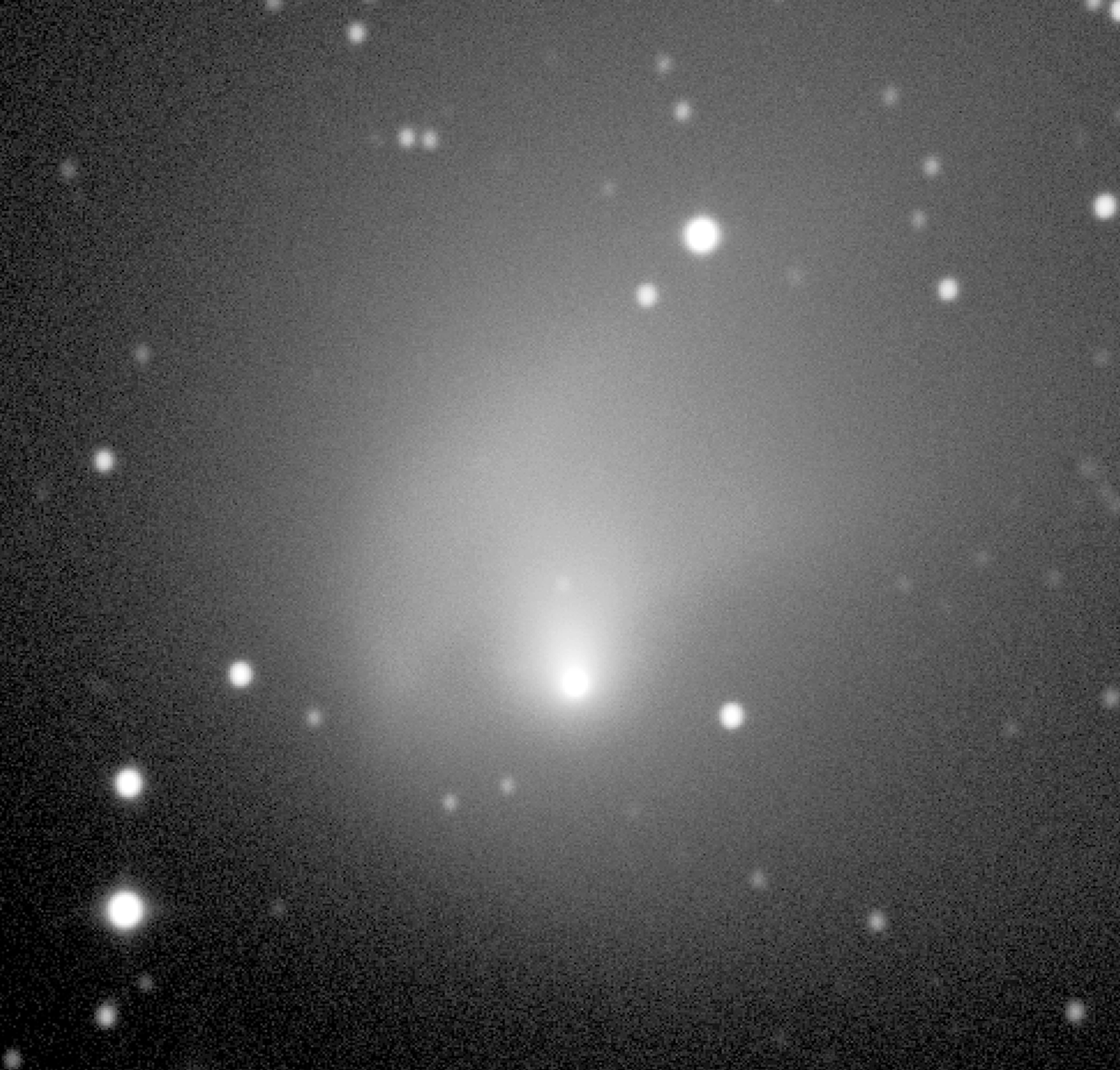
Hale-Bopp am 19. Oktober 1998 bei 6,7 AE Sonnenabstand: Der Komet zeigte auch weit jenseits der Jupiterbahn noch deutliche Zeichen von Aktivität

Auch mit dem Infrared Space Observatory (ISO) konnten die bereits im April und September/Oktober 1996 begonnenen spektrometrischen und photometrischen Beobachtungen im Dezember 1997 bei 3,9 AE Sonnenabstand weitergeführt werden. Es konnten die Linien von Wasser, CO2 und CO gefunden und deren Produktionsraten und daraus die relativen Mengenverhältnisse zu 100:110:500 bestimmt werden. In diesem Sonnenabstand war die Aktivität also bereits wieder hauptsächlich durch die Sublimation von CO und CO2 und nicht mehr von Wasser bestimmt.
Die oben bereits teilweise erwähnten Beobachtungsprogramme am Europäischen Südobservatorium unter Einsatz von Teleskopen verschiedener Größe sowie am Observatoire de Haute Provence, die im Herbst 1995 bei 4,6 AE Sonnenabstand des Kometen begonnen wurden, wurden bis zum Januar 2001 fortgesetzt, als der Komet bereits wieder 12,8 AE von der Sonne entfernt war. Während des ganzen Zeitraums wurden die Emissionslinien von CN, C3, C2 und NH2 verfolgt und daraus die Gasaktivität des Kometen bestimmt. Das CN-Radikal stammte stets aus der Photodissoziation von HCN, andere Quellen dafür wurden nicht gefunden. Für die Bildung von C3 und C2 aus Vorgängermolekülen bei großem Sonnenabstand konnten Modelle erstellt werden. Auch die Staubproduktion konnte über den gesamten Zeitraum beobachtet werden.
Auch im Radiobereich erstreckten sich die Beobachtungen über einen ähnlich langen Zeitraum, nämlich vom August 1995 bis zum Januar 2002. Hier wurden in Nançay, an den Radioteleskopen des IRAM (Pico del Veleta und PdBI), am James Clerk Maxwell Telescope, am Caltech-Submillimeter-Observatorium sowie ab September 1997 am Swedish-ESO Submillimetre Telescope (SEST) während des ganzen Zeitraums die neun Moleküle OH, CO, HCN, CH3OH, H2CO, H2S, CS, CH3CN und HNC verfolgt. Einige Moleküle wurden bis zu einem Sonnenabstand von 3–4 AE beobachtet, HCN und CH3OH wurden bis zu 6 AE aufgefunden. CO, der hauptsächliche Antrieb für kometarische Aktivität jenseits von 3–4 AE Sonnenabstand, konnte im August 2001 bei 14 AE Sonnenabstand letztmals mit diesen Teleskopen nachgewiesen werden.
Beobachtungen des Kometen mit dem Spitzer-Weltraumteleskop in den Jahren 2005 und 2008 zeigten auch bei 21,6 bzw. 27,2 AE Sonnenabstand noch eine deutliche Koma und einen Schweif. Analysen ergaben, dass die Form des Schweifs nicht mehr mit den Standard-Modellen dynamisch erklärt werden kann, sondern dass neben Anziehungskraft und Strahlungsdruck der Sonne weitere Faktoren eine Rolle spielen müssen. Als wahrscheinlichste Erklärung wurde eine Aufladung der Staubpartikel durch den Sonnenwind und anschließend eine Beeinflussung durch das interplanetare Magnetfeld über die Lorentzkraft gefunden.
Am Siding-Spring-Observatorium wurden im Oktober 2007 mit dem 2,3-m-Teleskop der Australian National University (ANU) Aufnahmen des Kometen im visuellen und roten Bereich bei 25,7 AE Sonnenabstand gemacht. Auch hier wurde noch eine 180.000 km große Koma, hervorgerufen durch Sublimation von CO, festgestellt. Nach einer Beobachtung im Infraroten durch das PACS-Instrument des Herschel-Weltraumteleskops im Juni 2010, bei der sich der Komet bei 30,0 AE Sonnenabstand bereits als inaktiv erwies, wurden Anfang Dezember weitere Beobachtungen im roten Licht am 2,2-m-Teleskop in La Silla durchgeführt, als der Komet einen Abstand von 30,7 AE zur Sonne hatte und nur noch eine Helligkeit von unter 23 mag. Die Koma erschien sternähnlich, ein Schweif war nicht mehr zu erkennen. Diese Beobachtung stellte zu der Zeit die größte Entfernung dar, bei der ein Komet aufgefunden wurde. Dieser Rekord konnte durch eine Beobachtung am 23. Oktober 2011 überboten werden, als der Komet bei 32,0 AE Sonnenabstand mit dem Very Large Telescope am Paranal-Observatorium bei etwa 24 mag Helligkeit im visuellen, roten und infraroten Bereich fotografiert werden konnte. Die Albedo des Kometen hatte gegenüber einem Wert von etwa 3 % vor dem Perihel deutlich zugenommen auf etwa 8–9 % bei einem angenommenen Kerndurchmesser von 74 km, es wurde vermutet, dass sich gegen Ende der Aktivität aufgrund seiner außergewöhnlichen Größe und Masse eisige Körner aus der Koma auf seiner Oberfläche niedergeschlagen hatten.

## Umlaufbahn
Für den Kometen konnte aus 3619 Beobachtungsdaten über einen Zeitraum von 1995 bis 2022 (27 Jahre) eine elliptische Umlaufbahn bestimmt werden, die um rund 89° gegen die Ekliptik geneigt ist. Der Komet läuft damit in einer fast senkrecht zu den Bahnebenen der Planeten stehenden Bahn. Im sonnennächsten Punkt der Bahn (Perihel), den der Komet am 1. April 1997 durchlaufen hat, befand er sich mit etwa 136,8 Mio. km Sonnenabstand im Bereich etwas innerhalb der Umlaufbahn der Erde. Während seiner Passage des inneren Sonnensystems erfuhr der Komet eine Anzahl von relativ nahen Vorbeigängen an den Planeten:
| Datum              | Planet     | Min. Abstand (in AE) |
| ------------------ | ---------- | -------------------- |
| Juni 1988          | Neptun     | 14,7                 |
| Oktober 1991       | Uranus     | 7,6                  |
| April 1993         | Saturn     | 9,1                  |
| 5. April 1996      | Jupiter    | 0,77                 |
| 21. September 1996 | (1) Ceres  | 1,13                 |
| 19. Oktober 1996   | (4) Vesta  | 1,04                 |
| 28. November 1996  | (2) Pallas | 1,40                 |
| 22. März 1997      | Erde       | 1,32                 |
| 15. Mai 1997       | Venus      | 0,60                 |
| 28. Mai 1997       | Saturn     | 9,5                  |

Kurz vor dem Durchlaufen des aufsteigenden Knotens seiner Bahn kam der Komet der Jupiterbahn um den 1. März 1996 bis auf etwa 1,46 Mio. km (0,0097 AE) nahe. Der Jupiter durchlief diese Stelle seiner Bahn erst etwa 4 Monate danach. Ebenso näherte sich der Komet kurz vor dem Durchlaufen seines absteigenden Knotens auch der Erdbahn um den 1. Mai 1997 bis auf etwa 16,8 Mio. km (0,112 AE). Die Erde hatte diese Stelle ihrer Bahn aber bereits um den 3. Januar passiert, so dass der Komet der Erde nicht näher kam als bis auf etwa 196,7 Mio. km.
Nach den Bahnelementen des Minor Planet Center, die auch nicht-gravitative Kräfte auf den Kometen berücksichtigen, hätte seine Bahn lange vor seiner Passage des inneren Sonnensystems noch eine Exzentrizität von etwa 0,99650 und eine Große Halbachse von etwa 260,5 AE gehabt, so dass seine Umlaufzeit bei etwa 4200 Jahren lag. Er könnte daher bereits im Altertum um das Jahr −2200 erschienen sein. Durch die Anziehungskraft der Planeten, insbesondere den nahen Vorbeigang an Jupiter, und Ausgasungseffekte in Sonnennähe würde seine Bahnexzentrizität auf etwa 0,99486 und seine Große Halbachse auf etwa 179 AE verringert, so dass sich seine Umlaufzeit auf etwa 2390 Jahre verkürzt. M. Królikowska kam in einer Untersuchung von 2004, für die sie 3550 Beobachtungen aus dem Zeitraum 1993–2001 verwendete, zu numerisch nahezu identischen Ergebnissen. Wenn der Komet demnach um das Jahr 3195 den sonnenfernsten Punkt (Aphel) seiner Bahn erreicht, wird er etwa 53,4 Mrd. km von der Sonne entfernt sein, fast 357-mal so weit wie die Erde und 12-mal so weit wie Neptun. Seine Bahngeschwindigkeit im Aphel beträgt dann nur etwa 0,12 km/s. Der nächste Periheldurchgang des Kometen könnte um das Jahr 4390 stattfinden.
In einer Untersuchung von 1999 hatte Brian Marsden die Gegebenheiten rekapituliert, die zur Bahnbestimmung des Kometen Hale-Bopp führten, insbesondere im Hinblick auf die relativ engen Annäherungen der Kometenbahn an die Jupiterbahn und an die Erdbahn. Er wollte nicht ausschließen, dass die gegenwärtige Bahn des Kometen erst durch eine dramatische Annäherung an Jupiter um das Jahr −2215 entstanden war, die erstmals zu seiner jetzigen Periheldistanz von etwa 0,9 AE geführt haben könnte und auch verantwortlich gewesen sein könnte für die Entstehung des von Sekanina postulierten Satelliten um den Kometenkern (siehe Kapitel: Ein „Hale“ und ein „Bopp“?). Darauf aufbauend, konnten Sekanina und Kracht 2017 in einer umfassenden Untersuchung und ausgiebigen Bewertung der vielen tausend Beobachtungsdaten des Kometen über einen Zeitraum von 17,6 Jahren diese Schlussfolgerungen ableiten:
- Nach einer tiefschürfenden Analyse der Beobachtungsdaten konnte unter Berücksichtigung von 1950 Beobachtungsdaten aus dem Zeitraum 1993–2010 ein Satz bahnbeschreibender nicht-gravitativer Parameter („Weighting System II“) mit einer überragenden Übereinstimmung zwischen Beobachtung und Berechnung gefunden werden.
- Die Vermutung von Marsden im Prinzip bestätigend, fand im 23. Jahrhundert v. Chr., aber wahrscheinlich bereits um den 7. November −2251, eine sehr starke Annäherung des Kometen an den Jupiter bis auf eine Entfernung von etwa 767.000 km (0,0051 AE bzw. 10,7 Äquatorradien des Jupiter) statt. Vor dieser Annäherung bewegte sich der Komet möglicherweise noch auf einer deutlich exzentrischeren Bahn mit einer Exzentrizität von 0,999985, einer Großen Halbachse von über 20.000 AE und einer Umlaufzeit von 3,2 Mio. Jahren, die ihn vielleicht zum ersten Mal überhaupt aus der Oortschen Wolke in Sonnennähe brachte, was auch seinen beobachteten immer noch hohen Anteil an flüchtigen Substanzen besser erklären würde. Seine ursprüngliche Bahn hätte ihn im Perihel wesentlich näher bis auf etwa 0,156 AE an die Sonne herangeführt.
- Durch den engen Vorbeigang an Jupiter wurde die Bahn des Kometen jedoch massiv verändert hin zu einer Bahn mit einer Exzentrizität von 0,99651, einer Großen Halbachse von 262,3 AE und einer Umlaufzeit von nur noch 4249 Jahren. Sein Perihel durchlief er um den 8. Dezember −2250 in etwa 0,907 AE Sonnenabstand und damit fast zwei Monate später als es auf seiner ursprünglichen Bahn erfolgt wäre. Für Beobachter auf der Nordhalbkugel war der Komet in diesem Jahr wahrscheinlich günstig zu beobachten und erreichte möglicherweise eine Helligkeit bis zu −2 mag. Trotz einer intensiven Suche konnten jedoch in antiken Quellen aufgrund deren unsicherer Datierungen keine darauf bezüglichen Hinweise gefunden werden.
- Nachdem ein weiterer Umlauf um die Sonne erfolgt war und der Komet sich im Jahr 1997 wieder der Sonne näherte, erfolgte erneut eine Bahnveränderung durch die Anziehungskraft des Jupiter, wodurch seine Bahn anschließend eine Exzentrizität von 0,99490, eine Große Halbachse von 179,1 AE und eine Umlaufzeit von 2398 Jahren aufweisen wird. Er wird demnach wahrscheinlich im Jahr 4393 erneut zurückkehren und auch dann wieder eine Bahnveränderung durch Jupiter erfahren, die seine zukünftige Umlaufzeit weiter verkürzen wird in die Größenordnung von 1100–1200 Jahren.
- Allein durch die nicht-gravitativen Kräfte auf den Kometen würde seine Umlaufgeschwindigkeit im Verlaufe eines Orbits um etwa 2,5 m/s verändert, deutlich mehr, als nur durch die Ausgasung von Wasser erklärt werden könnte. Es wurde daher versucht, die Vielzahl von wissenschaftlichen Beobachtungen daraufhin auszuwerten, um den im Verlaufe eines Orbits erfolgenden Massenverlust des Kometen zu bestimmen. Für Wasser, Kohlenstoffmonoxid und Kohlenstoffdioxid wurden dafür Werte von 3,4 Mrd. t, 1,1 Mrd. t bzw. 0,8 Mrd. t gefunden. Weitere Moleküle wurden in der gleichen Weise untersucht und ergaben in der Summe mit CO und CO2 einen geschätzten Massenverlust, der um einen Faktor 2–5 höher liegt als der von Wasser allein. Für die Produktion von Staub während eines Orbits wurde ein Wert von 40 Mrd. t gefunden, was etwa der 12-fachen Masse von Wasser oder geschätzt der 3-fachen Masse aller gasförmigen Ausströmungen entspricht. In der Summe aus Gas und Staub entspräche dies bei einer angenommenen mittleren Dichte einer Kugel in der Größenordnung von 6 km Durchmesser.

Vor dem Hintergrund dieser neu gewonnenen Erkenntnisse betrachtete Sekanina auch noch einmal die möglichen Implikationen für den Kern des Kometen. Er kam zu folgenden Ergebnissen:
- Der massive Widerspruch zwischen den hohen nicht-gravitativen Kräften, die den Kometen auf seiner Umlaufbahn abbremsten, und einer enormen Größe seines Kerns kann nach Ansicht Sekaninas nur durch die Annahme überkommen werden, dass der Kern aus einer losen Zusammenballung von Fragmenten in der Größe von Felsblöcken besteht, die durch ihre eigene Gravitation zusammengehalten wird.
- Damit könnte der nicht-gravitative Effekt interpretiert werden als eine Bewegungsstörung des hauptsächlichen und schwersten Fragments, das wahrscheinlich eine Größe von 8–9 km und eine Masse von 130 Mrd. t besitzt, und die gesamte Zusammenballung hätte damit eine etwa 150-fach geringere Masse als ein einzelner, massiver Körper gleicher Größe, wie man aus den photometrischen Messungen des inaktiven Kometen im fernen Infrarot durch das Herschel-Weltraumteleskop bei 30 AE Sonnenabstand ableiten kann.
- Die kleinsten Fragmente hätten nur eine Größe von einigen zehn Metern (wodurch die Zusammenballung relativ durchsichtig erschiene), während das gesamte Konglomerat aus ca. 1,1 Mio. Fragmenten mit einer Masse von 600 Mrd. t (ohne das Hauptfragment) einen Durchmesser von etwa 200 km besitzt, das in der Nähe des Perihels zahlreichen Kollisionen und signifikanten Störungen unterworfen war.
- Es war das Ergebnis einer Fragmentierung des ursprünglichen Kerns des Kometen von etwa 20 km Durchmesser und einer Masse von 2600 Mrd. t, der bereits bei seiner engen Begegnung mit Jupiter vor 4000 Jahren durch die Gezeitenkräfte zerbröselt wurde und in der Folge etwa ¾ seiner ursprünglichen Masse verlor.
- Dieses Szenario, das in dramatischer Weise der traditionellen Vorstellung eines einzelnen Kometenkörpers widerspricht, kommt ohne die Annahme eines massiven Kerns von 74 km Durchmesser und entsprechend einer gigantischen Masse von 100.000 Mrd. t aus, und ebenso ohne die Vermutung der Existenz eines Satelliten um einen Hauptkern. Es erscheint Sekanina zwingend, wird aber eine Reevaluierung vieler Beobachtungsergebnisse erfordern und weitere Bestätigungen.

## Rezeption in der Kunst
Der Komet regte vor allem Musiker an, Werke zu erstellen oder sich nach ihm zu benennen. Ähnlich wie in der Wissenschaft, wo der Komet nach Jahrzehnten immer noch erforscht wird, hat er auch auf diesem Gebiet offenbar einen so starken Eindruck hinterlassen, dass er lange nach seinem Verschwinden immer wieder gerne zur Inspiration herangenommen wird. Zu nennen sind zum Beispiel die folgenden Künstler und Werke:
- Graham Waterhouse: „Hale Bopp“ op. 36/2, Komposition für Streichorchester von 1997
- Hans-Jürgen Hufeisen: „Komet Hale-Bopp“, ein Stück aus dem Album „Eden – My Own Paradise“, Kompositionen für Blockflöte und Saxophon mit Ensemble von 1997
- Capercaillie: „Hebridean Hale-Bopp“ von ihrem Album „Beautiful Wasteland“ aus dem Jahr 1997
- Der Dritte Raum: „Hale Bopp“, Trance-Titel aus dem Jahr 1998
- Jazzbegeisterte Musikerinnen und Musiker gründeten 1998 in Nottuln die „Hale-Bopp-Big-Band“
- Urmas Sisask: 1999 schuf er mit „The Hale-Bopp Comet“ op. 69 die erste Komposition für Flöte und Gitarre
- Clutch: „Hale Bopp Blues“ aus der Kompilation „Slow Hole to China: Rare and Re-released“ von 2009
- Django Django: Aus ihrem gleichnamigen Debütalbum aus dem Jahr 2012 wurde das Artrock-Stück „Hail Bop“ auch für den Soundtrack der Fußballsimulation FIFA 13 verwendet
- Carlos Sadness: „Hale-Bopp“, Lied des spanischen Sängers aus dem Album „Diferentes tipos de luz“ von 2018
- Seeed veröffentlichten das Musikvideo „Hale-Bopp“ im Juli 2020

Auch in der Belletristik hinterließ der Komet seine Spuren. „Oxygen“ (deutscher Titel „Zehn oder fünfzehn der glücklichsten Momente des Lebens“), der dritte Roman des englischen Schriftstellers Andrew Miller aus dem Jahr 2001, spielt im Jahr 1997 und der Komet ist ein Symbol für das Schicksal der vier Protagonisten. Im Roman „Eleanor Rigby“ des kanadischen Schriftstellers Douglas Coupland von 2004 ist der Komet Anlass für Reflexionen der Hauptperson. Christoph Ransmayr verwendet in seinem „Atlas eines ängstlichen Mannes“ von 2012 den Kometen in einer von 70 Reiseepisoden zur Beschreibung einer atmosphärischen Stimmung. Der italienische Lyriker Edoardo Sanguineti veröffentlichte 2014 in der Sammlung „Poesie fuggitive“ das Gedicht „Esortazione a contemplare Hale-Bopp“. Die Anthologie „Hale-Bopp – Im Bann des Kometen“, herausgegeben 2021 von B. Ickelsheimer-Förster, vereint Kurzgeschichten verschiedener Autoren aus dem Genre Science-Fiction.
Der Maler Karl Otto Götz schuf 1997 drei abstrakte Werke auf Leinwand „Hale-Bopp I–III“ anlässlich der Erscheinung des Kometen.

## Trivia
Eine 1997 in Deutschland als beste Neuzüchtung geehrte gelbe Dahlie erhielt den Namen „Hale Bopp“. Der Komet diente auch als Namensgeber für Pferde, Wein, Parfum und Hundespielzeug.